# タイ・カッブ
タイラス・レイモンド・カッブ（Tyrus Raymond "Ty" Cobb, 1886年12月18日 - 1961年7月17日）は、アメリカ合衆国ジョージア州ナローズ出身のプロ野球選手（外野手）。アメリカ野球殿堂入りの第1号選手の一人である。

## 概要
メジャーリーグベースボール（MLB）で1905年から1928年まで、通算24年間プレイした。
1920年以前のデッドボール時代（飛ばないボールの時代）を代表する選手の1人。ジョージア州の出身であったことから「ジョージア・ピーチ（The Georgia Peach）」のニックネームで呼ばれた。
1909年にはMLB史上唯一の打撃全タイトル制覇を達成。ピート・ローズに破られるまでメジャーリーグ歴代1位の4191本の安打を打った。現在でも、通算打率.366や12回の首位打者獲得など数々のMLB記録を保持しており、球聖として称えられている。
選手の権利というものを最初に訴えた選手である一方、悪評も有名な人物であり、「最高の技術と最低の人格」「メジャーリーグ史上、最も偉大かつ最も嫌われた選手」とも評された。

## 経歴

### 生い立ち
1886年12月18日、ジョージア州バンクス郡ナローズで3人兄弟の長男として生まれ、ロイストンで育つ。母親であるアマンダは12歳で結婚し、15歳でカッブを出産した。父親のウイリアム・ハーシェル・カッブは数学者で教師であり、ジョージア州の学校長の後にジョージア州上院議員を務めるなど、地元の名士として有名な人物で厳格な教育者であった。
カッブ家はイギリス貴族の血を受け継いでおり、名家として知られ、有名な人物を多く輩出していた（アメリカ初代大統領のジョージ・ワシントンも姻戚関係にあった）。そういった特別な目で見られることをひどく嫌ったカッブは、父親の意向に反し教育者になる気は全くなく、14歳頃から野球に興味を持ち、熱中するようになった。父親は息子がごろつきになるのではないかと心配し、野球をしていたカッブに、「偽りの道は地獄に通じる。だから、常に正義をふまえ、正直に謙虚にふるまいなさい」と口癖のように言い聞かせていた。カッブは、その言葉通り大きなトラブルもなく成長していった。
1903年、17歳の時にマイナーリーグのサウス・アトランティック・リーグの各球団に手紙を出し、やっとオーガスタ・ツーリスツのテストを受けたが不合格となる。その後、たまたま友人に独立リーグのアニストン・スティーラーズに行こうと誘われたカッブは、父親に電話で相談した。父親のウイリアムは「追いつづけてみろ。失敗したといって家に帰ってくるな」と言い、この一言でカッブはアニストン球団行きを決意した。

### プロ入り
1904年、独立リーグのアニストン球団に在籍していた時、地元のアトランタ・ジャーナル紙の運動部長グラントランド・ライスのもとに「タイ・カッブという選手が大活躍した」「間違いなく大物だ」「未来の大選手だ」という内容の手紙が連日送られてくるようになり、ライス運動部長はその投書をもとに記事を書いた。それによって無名だったカッブは評判になり、入団テストで一度落ちていたマイナーリーグの地元球団オーガスタ・ツーリスツから注目され、同球団はトレード・マネーを払ってカッブを獲得した。実はこの大量の投書をしていたのはカッブ本人であった。
1905年、18歳でオーガスタ・ツーリスツでも打ちまくり、マイナーリーグトップとなる打率.326を残し、頭角を現す。そしてデトロイト・タイガースのスカウトの目にとまり、8月19日にタイガースと契約してメジャーリーグ入りが決まった。

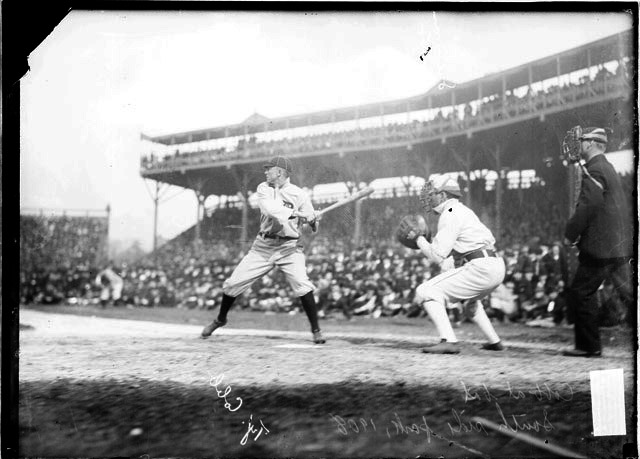
タイ・カッブのバッティング

しかしこの直前1905年8月5日、カッブがまだ寮生活をしていた最中に、父ウイリアムが母アマンダにライフルで撃たれて死亡する事件が起こる（#両親の事件について参照）。

### タイガース時代
デトロイト・タイガースに移籍して、父親の葬儀を終えた10日後にメジャーリーグに昇格したカッブは、8月30日にニューヨーク・ヤンキース前身のハイランダーズ戦でメジャーデビューを果たした。同試合で、後に殿堂入りするジャック・チェスブロ投手からメジャー初安打となる二塁打を記録。しかしそこで恒例であった新人歓迎でいきなり暴力沙汰の騒ぎを起こした。同年の成績は41試合出場で打率.240で終わっている。
1906年は体調不良などで98試合に出場しただけだったが、後半戦からレギュラーに定着し、打率.316という好成績を残した。

#### 9年連続首位打者・三冠王・4割打者

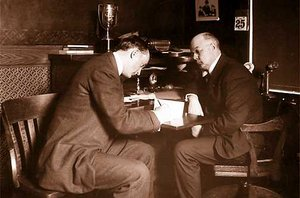
1908年、契約書にサインするカッブ。この時の年俸額は5,000ドルであった。

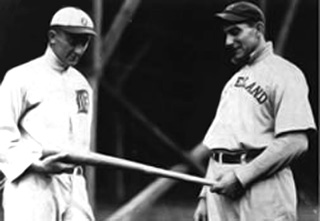
ナップ・ラジョイ（右）とタイ・カッブ

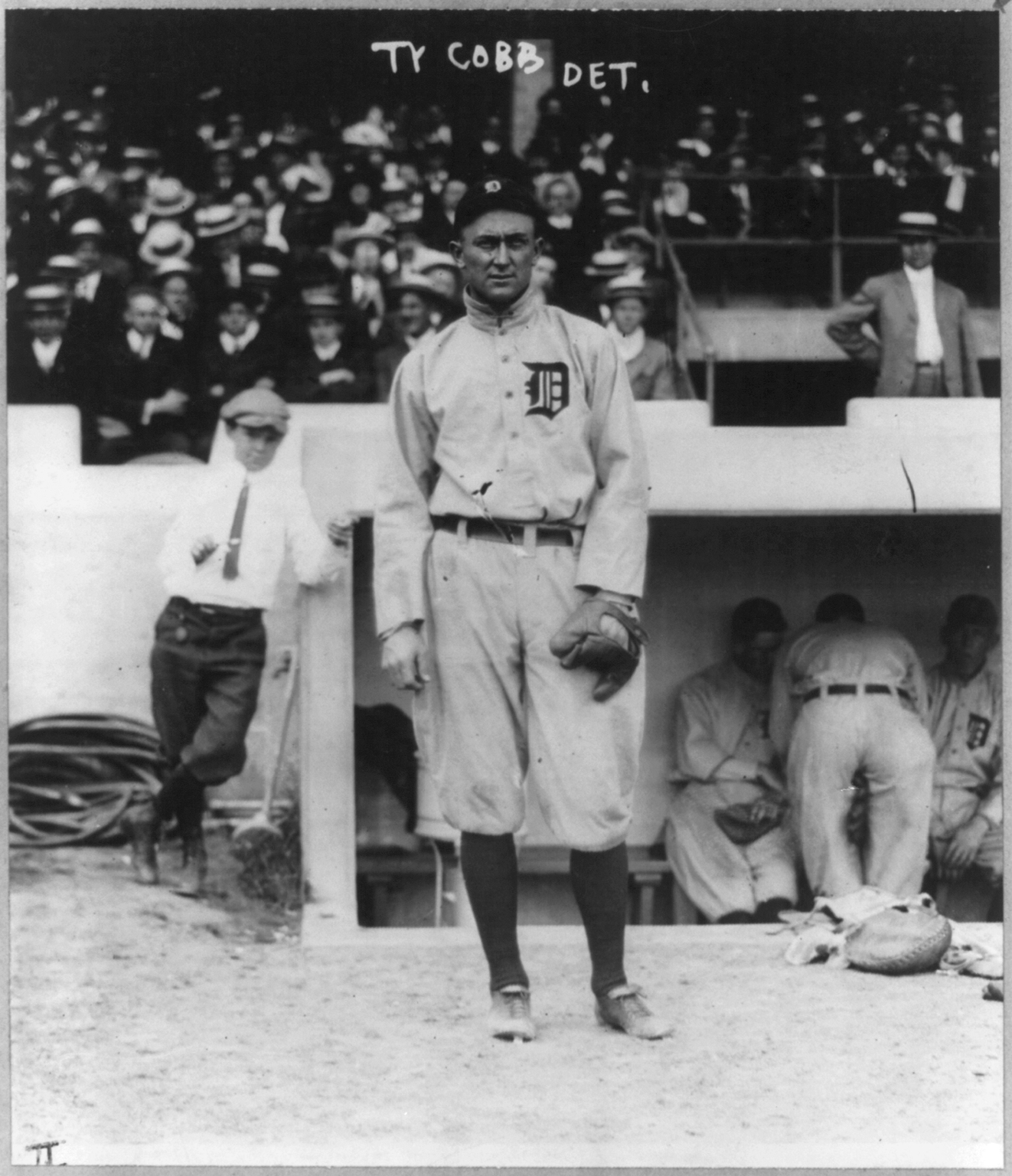
当時のグローブをつけたカッブ

1907年、打率.350・119打点・49盗塁の成績で当時史上最年少で首位打者になる（同年以降、24年間の現役生活で打率.323を下回る事はなかった）。更に最多安打、打点王、盗塁王にもなり、本塁打もリーグ2位を記録し、3年目にしてブレークした。サム・クロフォードと共に打線を引っ張る存在となり、カッブの登場により、それまで優勝とは縁のない目立たないチームだったタイガースは大きく飛躍した。同年にチームは初のリーグ優勝を果たす。
1908年にもカッブは首位打者、最多安打、打点王の三冠を獲得し、チームは2年連続でリーグを制した。
1909年には打率.377・9本塁打・107打点・76盗塁を記録し、3年連続の最多安打、打点王、首位打者に加え、本塁打王、盗塁王を獲得。現在に至るまで唯一の打撃全タイトル制覇（当時はタイトルでなかったものを含む）を達成。さらに得点数、塁打数、出塁率、長打率、OPSを含め合計10部門でリーグトップであり、得点以外はMLB全体でもトップとなっている。一方でこの頃にはカッブの勝利への執念は常軌を逸したものとなり、相手球団の反応を研究するために無謀で大胆なプレーをしばしば試すようになった。様々な形のプレーを試していたが、特に首位を争っていたフィラデルフィア・アスレチックスとの対戦で、半ば反則紛いのラフプレーを行ったとされることが有名になる（詳細は#野球選手としてを参照）。他球団からのカッブの評判は最悪なものだったが、こうしたカッブの執念が実を結び、チームはリーグ3連覇を果たした。また同年のカッブの本塁打は全てランニング本塁打で、これは三冠王唯一の記録であり、さらに史上最年少での三冠王達成となった。7月15日には一日に2本のランニング本塁打を放っている。
1910年、最終日を残して首位打者を確信していたカッブは、眼の病気などもあり.385の打率を維持するために残り試合を欠場した。しかし打率.376だったナップ・ラジョイがセントルイス・ブラウンズとのダブルヘッダーに8安打し打率.384とカッブを猛追した。ところがそのうちの7本は三塁へのバント安打で、これは相手チームのジャック・オコナー監督がカッブを強く嫌っていたのと、当時人気の高かったラジョイにタイトルを勝ち取らせるために、三塁手へ後ろに下がってプレーするよう命じた結果のものだった。この露骨な八百長行為から、シーズン後にオコナーは監督を解雇され、コーチと共に永久追放されている。1981年、スポーティング・ニューズ社によりこの年の集計に誤りが指摘され、509打数196安打ではなく、506打数194安打であるとし、カッブの打率は.383に下方修正された。しかし、コミッショナー特別委員会は八百長の影響などもあってか首位打者の変更を認めず、MLB公式記録でも509打数196安打のままである。
1911年、146試合の出場で当時のMLB新記録となる248安打し、自己最高の打率.420を達成。4回目の打点王も獲得し、この年は投票数満票でのMVP選出となった。また、近代野球以降でのMLB新記録となる40試合連続安打を記録。自己最多の127打点を残し、本塁打もリーグ2位だった。
1912年5月15日、ニューヨーク・ヒルトップパークでのハイランダース（現在のニューヨーク・ヤンキース）戦でカッブは観客（事故で片腕を失い、もう片方の手も不自由な人）の野次に逆上してスタンドに殴り込み、出場停止処分となった。殴られた観客によると、「その男を蹴るんじゃない！両手がないんだぞ！」と止められても「両足が無くたって知るもんか！」と怒鳴り返したという。5月18日、この処分を不服としたチームメートはフィラデルフィアでの試合をボイコット。チームは臨時で大学生らのアマチュア選手を集め、コーチ2人と合わせて試合を行うも24対2で大敗した。結局カッブ自身がチームメートを説得して事態は収拾し、カッブは50ドルの罰金と10日間の出場停止の処分となった。シーズンでは1911年に続いて近代野球では史上初、19世紀を含めてもジェシー・バーケット以来となる2年連続打率4割（.409）を達成した。
1914年シーズンは肋骨を骨折し、その後右親指も骨折。怪我に苦しみながらも.368で首位打者に輝いている（公式ではカッブが首位打者であるが、出場不足で首位打者ではないとする指摘もある）。
1915年、9年連続の首位打者に輝き、近代野球以降、当時新記録となる96盗塁を記録。同年9月16日のボストン・レッドソックス戦では相手投手のカール・メイズと汚い言葉の応酬で衝突した。この試合の8回にメイズがカッブのインコースに投げた後、カッブはメイズの方向へ向けてバットを投げ、「雌犬の駄目息子」と罵った。これに対してメイズは「黄色い犬（くだらない人間、臆病者の意）」と言い返した。試合再開後、メイズの投球はカッブの手首に直接当たった。メイズは後に相手打者のレイ・チャップマンを死亡させる頭部死球事故を引き起こしたが、カッブとの一件はメイズが「ビーンボールを投げるヘッドハンターである」との評判を確固たるものとした出来事であった。
1916年には.371の高打率を記録するも、トリス・スピーカーの.386には届かなかった。
1917年から1919年まで3年連続首位打者を獲得し、通算12度に及んだ。1917年には35試合連続安打も記録している。
1918年には初登板を果たし、合計2試合に登板。防御率は4.50だった。また、同年10月に徴兵されてフランスのショーモンに拠点を置くアメリカ合衆国陸軍化学作戦部隊に所属して約67日間務めた後に名誉除隊で帰国した。
1920年、外野守備時に打球を追い、チームメイトと激突してしまい右膝靱帯を断裂する大怪我を負った。様々な治療法を用いながら無理に復帰するも、更に右膝を痛めてしまい、現役続行は不可能と思われた。しかし奇跡的に怪我を治し、打率.334を残した。

#### 兼任監督・移籍
1921年、選手兼任でタイガースの監督に就任した。同年のワシントン・セネタースとの一戦では審判の判定に激高し、試合後に観客と息子のジュニアが見守る中で審判のビリー・エバンスと取っ組み合いの大喧嘩を起こした。シーズンでは.389の高打率を残しながらも首位打者は獲得できなかったが、自身初の二桁本塁打を残している。また、同年はハリー・ハイルマンとカッブが打率1位と2位を独占し、リーグ史上最高となるチーム打率.316を記録した。しかしこの頃からベーブ・ルースを擁するヤンキースが圧倒的な強さを見せ始め、タイガースもカッブやハイルマンがチームを牽引するものの、優勝には手が届かないシーズンが続いた。
1922年には.401の高打率を残すが、首位打者は.420を記録したジョージ・シスラーに譲った。しかし3回目の打率4割は近代野球以降で史上初の記録となり、19世紀を含めてもエド・デラハンティ以来の記録となった。
1925年には目を悪くしたことで手術を行ったが、現役にこだわり、.378の高打率を残す。首位打者獲得はならなかったものの、自身2度目の2桁本塁打を記録した。同年にはシスラーと野手同士の登板を演じ、無失点に抑え初セーブを挙げている。
1926年、39歳となったカッブは打率.339を記録するもシーズン終了後、八百長疑惑（後述）などもあってタイガースを退団し、フィラデルフィア・アスレチックスに移籍。3902安打、2087得点、664二塁打、286三塁打といった記録は、現在でもタイガースの球団記録として残っている。監督としての成績は6年で試合数933、勝利479、敗戦444で勝率.519であり、最高順位は2位。この間にチャーリー・ゲーリンジャーやハリー・ハイルマンといった選手を育成している。

#### 八百長疑惑

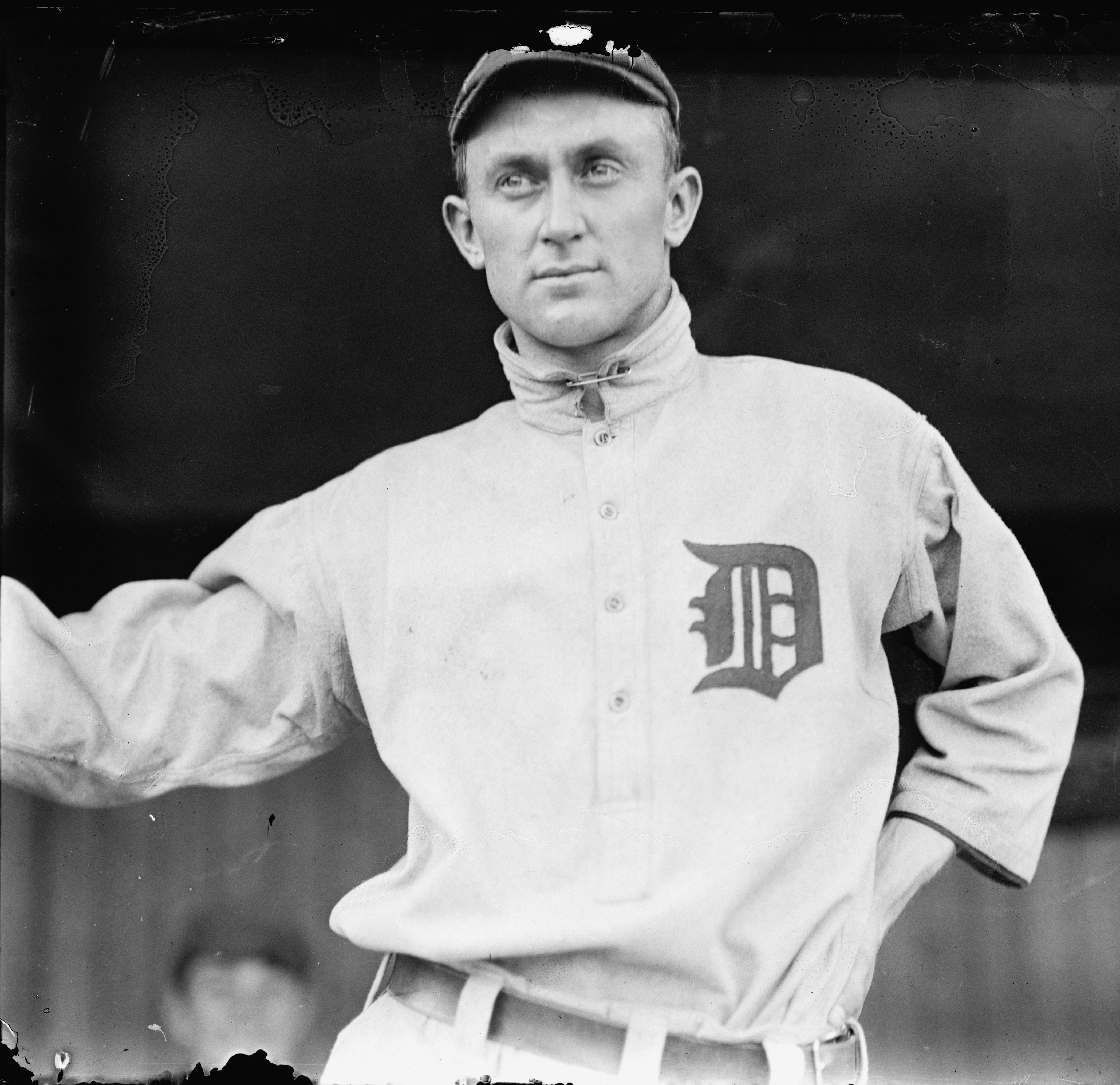
タイ・カッブ

カッブは後にこの時のことを「野球界に住み古してその表裏を知り尽くしているはずの私であったが、これほどの暗黒面と対決したのは初めてである」と自伝に記している。1926年11月2日、フランク・ナヴィン球団社長がカッブの監督解任を発表し、1ヶ月後の12月2日にクリーブランド・インディアンスのトリス・スピーカーも監督を解任された。そして12月21日にMLBコミッショナーのケネソー・マウンテン・ランディス判事が、1919年のタイガース対インディアンスのゲームで八百長があったとの告発を受けて、トリス・スピーカー、タイ・カッブ、クリーブランド・インディアンスの元投手スモーキー・ジョー・ウッドの3名を11月から極秘裏に審問していることを発表した。これにより、突然の解任劇は八百長疑惑に対する処分であることが判明し、ブラックソックス事件のような大きな事件が隠されていると野球界では騒ぎが大きくなった。
これはデトロイト・タイガースの元投手ダッチ・レナードがアメリカンリーグ会長バン・ジョンソンに、タイ・カッブとジョー・ウッドからとする2通の手紙を提出したことがその発端で、その手紙にはレナードとカッブ（タイガース側）、スピーカーとウッド（インディアンス側）の4人が1919年のシーズン終盤のタイガース対インディアンス戦で八百長を仕組んだとするもので、インディアンスがシーズン2位が決定した後にタイガースを3位に確保させるためにタイガースに勝たせてほしいとする申し出をスピーカーが承諾を与えたとしている。これに対してスピーカーは、レナードが1年前にタイガースからトレードで出されたことに関して感情的な反発からカッブやスピーカーらを恨んでいる、と反論し、カッブは「ジョンソン会長が手紙をねつ造してレナードに2万ドル払っている」と言い出して会長を激しく告発した。
レナードはかつてはボストン・レッドソックスで防御率0.96、19勝5敗を記録するなど優秀な投手であったが、近年は不振が続いていた。そのためカッブはレナードを1925年にタイガースの名簿からはずし、ウェーバーに出した。しかし、インディアンスの監督であるスピーカーがそのウェーバーを断ったため、レナードはマイナーリーグに属するカリフォルニアのチームにトレードされた。この理由によってレナードはスピーカーとカッブの二人をひどく憎み、必ず仕返しをしてやると公言していた。ジョンソンに送ったレナードの手紙には、「球場のスタンドの下でスピーカーとカッブが、シーズン終盤、1919年9月25日の試合でインディアンスがタイガースに勝ちを譲ることを取り決め、数百ドルの賭けをしたことを目撃した」と書かれていた。
ところがこの1919年9月25日の試合は9対5でタイガースの勝ちとなっているものの、この日のスピーカーは第一打席でホームラン寸前の大飛球、第二打席でヒット、第三打席で三塁打で打点1をあげ、第四打席でも三塁打を打って自らもホームインしており、一方のカッブはフライ1、ゴロ3、ヒットはわずか1本であった。加えて共謀者とされたスモーキー・ジョー・ウッドはこの試合に出ていなかった。打者二人で八百長を成立させるのも考えづらく、さらにカッブ、スピーカーともに相当な財産家であり、そもそも八百長の動機がないといったことから、告発の内容の不自然さが目立つことになり、この告発に対する非難が高まっていった。
コミッショナーのランディス判事はレナードに対し、コミッショナー事務局に出頭して証言することを命じたが、レナードは出頭を拒否して自宅に閉じこもり続けた。ランディスはレナード以外の当事者からの証言を慎重に検討しながら数週間が過ぎた。カッブはその後、ランディスに対し、早く白黒をつけるようにと迫り、この八百長事件を信じてカッブの監督を解任したと公表していたナヴィンに対しては言うべき言葉さえもないと語っている。
年が明けた1927年1月8日、アメリカンリーグ会長バン・ジョンソンは体調不良を理由に辞表を提出した。この事件の黒幕と見られていたが、ブラックスソックス事件以来ランディス判事への遺恨が背景にあったと見られ、事実上の失脚であった。そして1月27日、ランディスは「いわゆるカッブ、スピーカー事件について、この両名は申し立てられた八百長試合に関し、過去および現在を通じてなんら有罪と認めるべき節はない」として無罪の裁定を下した。この事件については、ブラックスソックス事件以降もあれほど峻厳に疑惑があった選手を次々追放していたランディス判事がダッチ・レナードからの証言を得ないまま中途半端な決着の仕方であったので、後年に処分の公平性を欠いていたと指摘されている。
フィラデルフィア・ディリー・ニュースは第一面の社説で、「ランディスとジョンソンが八百長のない球界をアピールするために、両ベテラン選手をみせしめにしようとした」という旨の文章を掲載している。しかし一方ではバン・ジョンソン会長が2人の永久追放に向けて動き、それをランディスがコミッショナーの絶対的権限で握りつぶしたという見解もある。
この訴訟の後、騒動を機会に真剣に引退を考えていたカッブは、現場復帰を求める要請にもなかなか良い返事をしなかった。

### アスレチックス時代
1927年2月、自身が尊敬していたコニー・マックの熱心な説得により、アスレチックスへの移籍を決意し、翌日に発表した。カッブはタイガース時代、おびただしい数の脅迫状を送られるなどの経験から、アスレチックスファンには歓迎されないのでは、と不安を感じていた。ところがファンたちは大いに喜び、椅子から立ち上がって熱狂的な拍手を送った。これを受けたカッブは、「私はこの一年に面目をかけて働くつもりです。もう十年若ければと残念に思いますが、体力的に得るかぎりのことをして、マック氏を助ける決意でおります」と挨拶を返した。兼任監督から一選手へと戻ったカッブは、マックに「自分の監督経験などは問題ではありません。あなたの命令が私の判断と食い違っていたとしても、私は決してあなたに異議を唱えたりしません。あなたは監督なのですから」と話し、一選手としてプレーすることを伝えた。

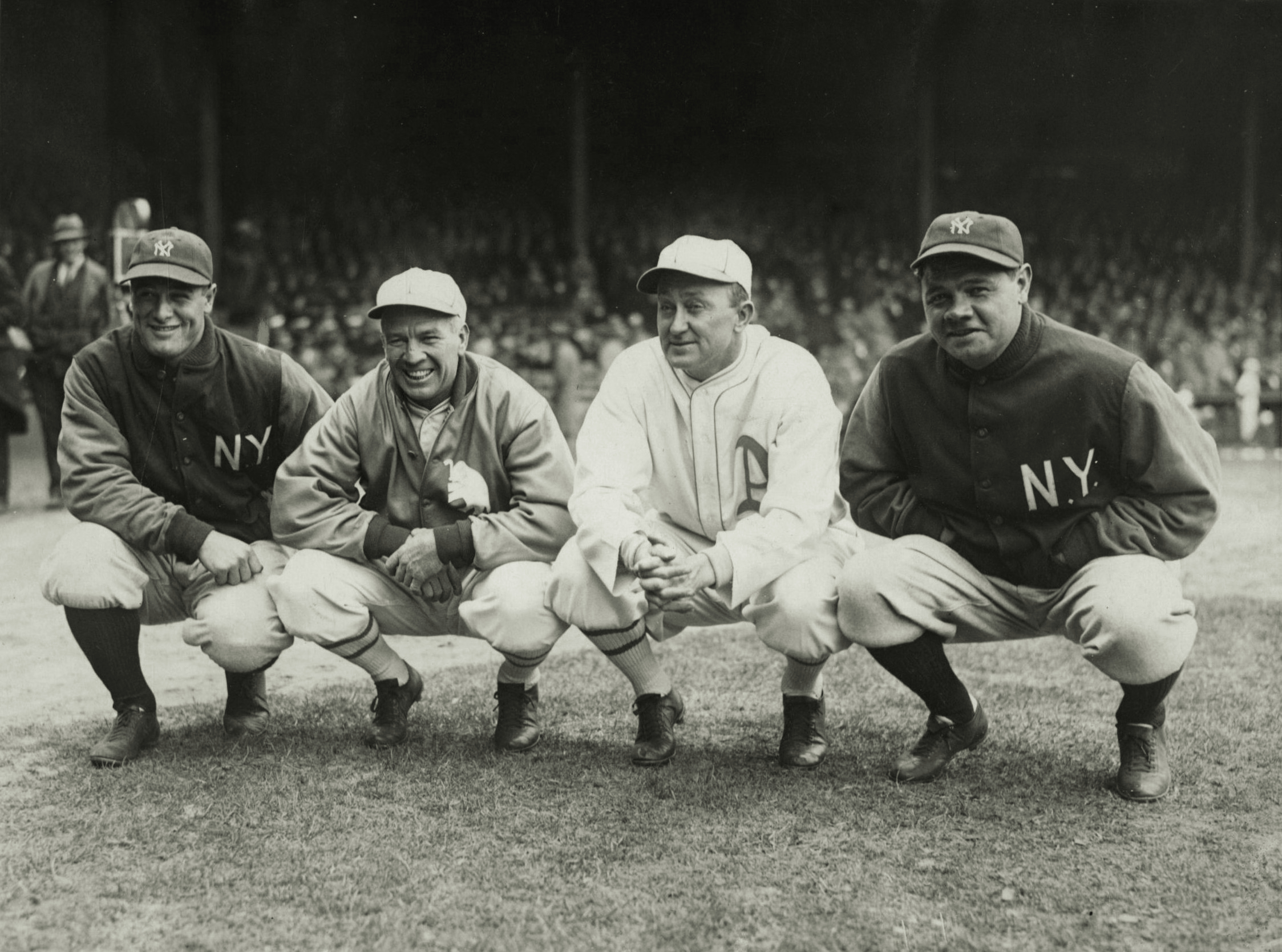
左からルー・ゲーリッグ, トリス・スピーカー, カッブ, ベーブ・ルース（1928年）

1927年は打率.357の好成績を残し、史上初の通算4000本安打を達成した。
1928年も.323の打率を記録するが、年々落ち始めた打率と、目の病気のため、「ヒットを打てるうちに引退したい」と41歳で現役引退を決断した。デビューから途切れることのなかった本塁打と盗塁は、24年連続となり、通算4189安打は後にピート・ローズによって更新されるまで、最多通算安打となった。また、引退時には通算安打をはじめとする90ものMLB記録を保持していた。現在も通算打率.366、通算本盗55（54個説もある）など、30を超える記録が健在である。
同年シーズンオフには日本に渡り、当時の大毎野球団に加わる形で神宮球場や甲子園球場で計12試合を行った。日本に滞在していた際のカッブの様子は、たいへん紳士的であったという。

### 引退後

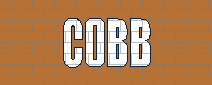
カッブのネーム「COBB」。
デトロイト・タイガースの永久欠番扱いとして2000年指定。

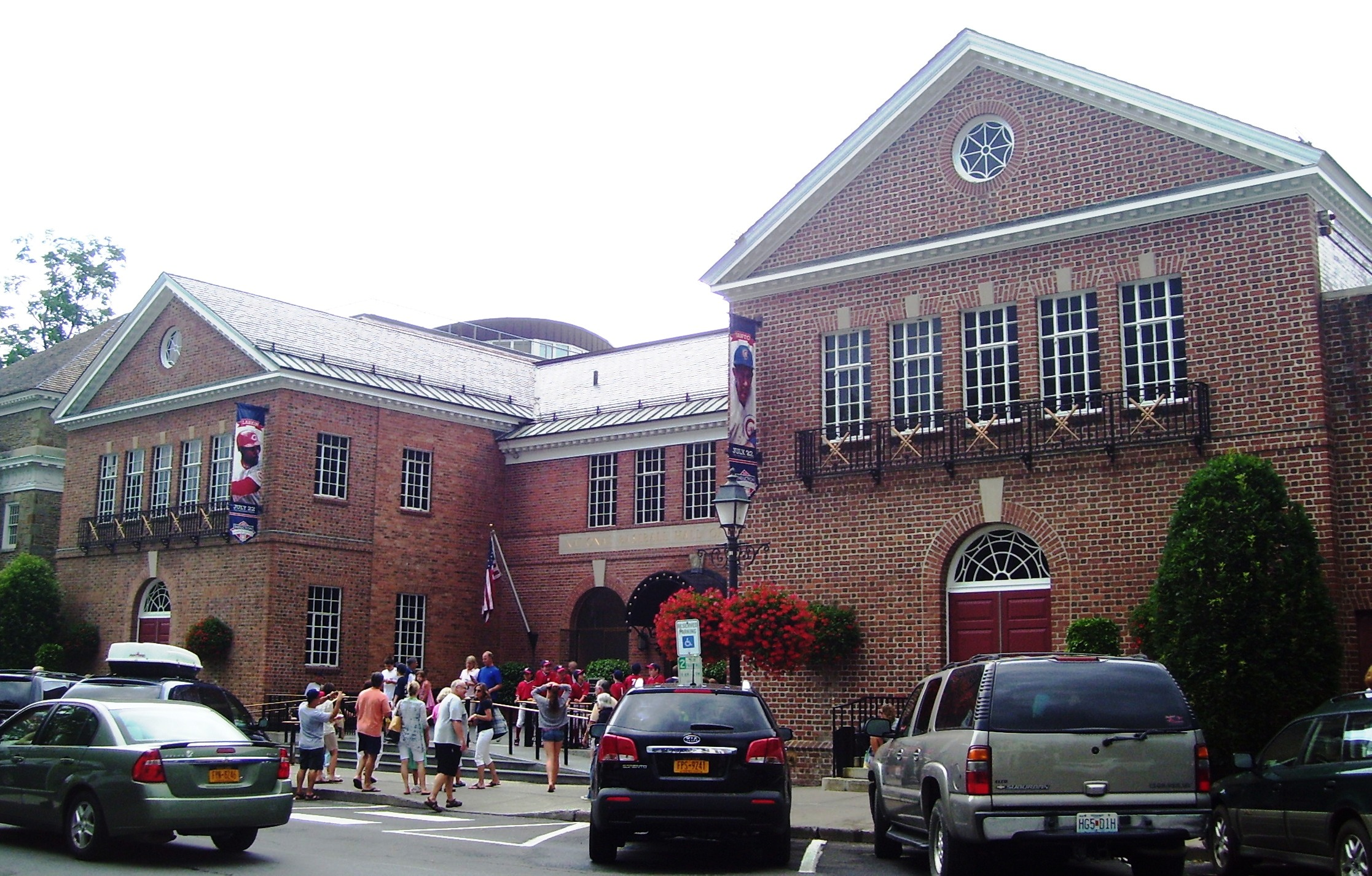
アメリカ野球殿堂博物館
National Baseball Hall of Fame and Museum

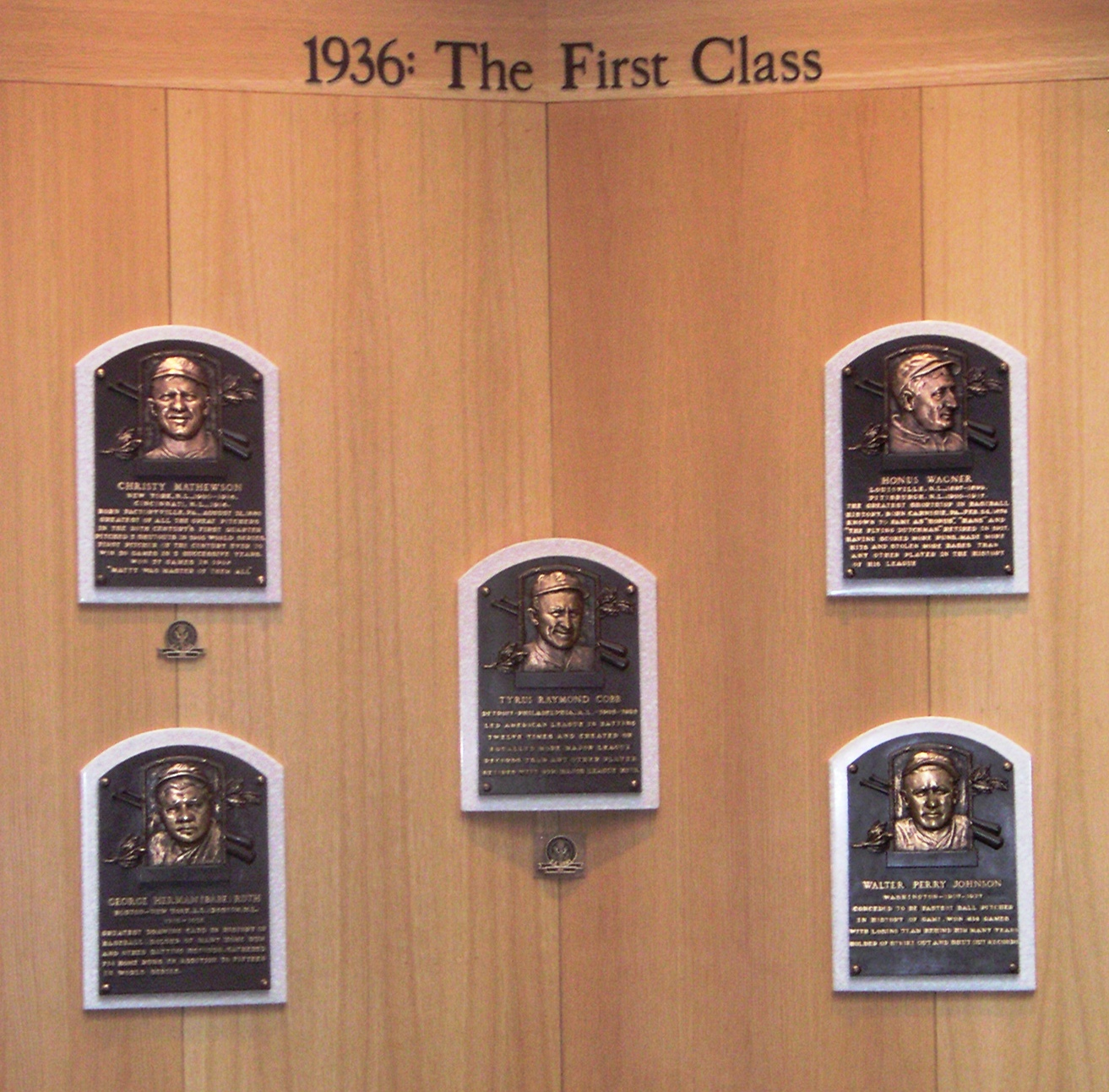
最初に野球殿堂入りを果たした5人、中央がカッブ

引退後はジョー・ディマジオがヤンキースと契約する時に一役買ったエピソードや、困窮した元メジャーリーガー（ミッキー・カクレーンなど）のために自分の財産の一部を寄付し続けた話もあるなど、若手選手を積極的にバックアップしていた。
1936年には野球殿堂の殿堂入り選手第1号の栄誉に輝き、「今日は最高の日だ。私はここにいることを光栄に思う」と発言している。得票数はベーブ・ルース、ホーナス・ワグナー、クリスティ・マシューソン、ウォルター・ジョンソンらを上回る最多得票である。なお、野球殿堂入りの記念写真撮影の際、カッブが遅刻したため、カッブは写っていない。また、カッブの現役時代は背番号導入前だったために番号は指定されていないものの、デトロイト・タイガースでは彼の苗字・『COBB』として2000年に現本拠地・コメリカ・パーク開場とともに永久欠番と同様の扱いとして顕彰されている。
一方で私生活は荒んだもので、護身用に拳銃を携帯し、体の痛みを紛らすためにバーボンを一日に一瓶空ける有様だったという。
1961年7月、癌のため74歳で死去した。カッブの葬儀に訪れた球界関係者はたったの3人、もしくは4人だけだったという（事前に家族が断っていたためだったと後に判明している）。

## タイ・カッブが生んだ野球とプレースタイル

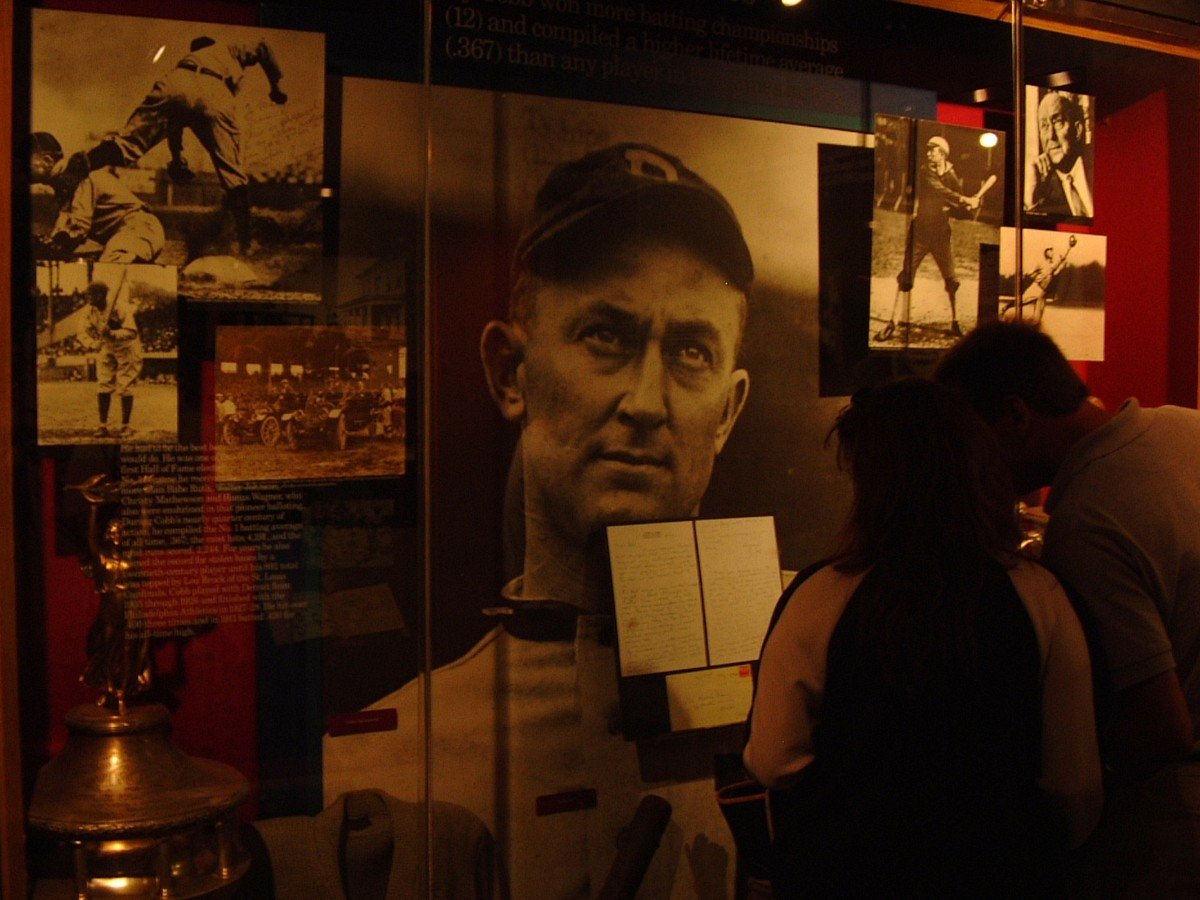
野球殿堂のタイ・カッブのブース

握りの部分（グリップエンド）が根元に近づくにつれて円錐状に太くなっているバットを発案し、愛用していた。日本では、そのようなバットを「タイ・カッブ（タイカップ）型バット」と呼ぶことがある。また、1907年からはネクストバッターズサークルで黒いバットを使い始めた。実際に試合で使ったのはシーズンの最初だけだったが、カッブはそのバットを「魔法のバット」と呼んでおり、同年の結婚式でも持ち出している。

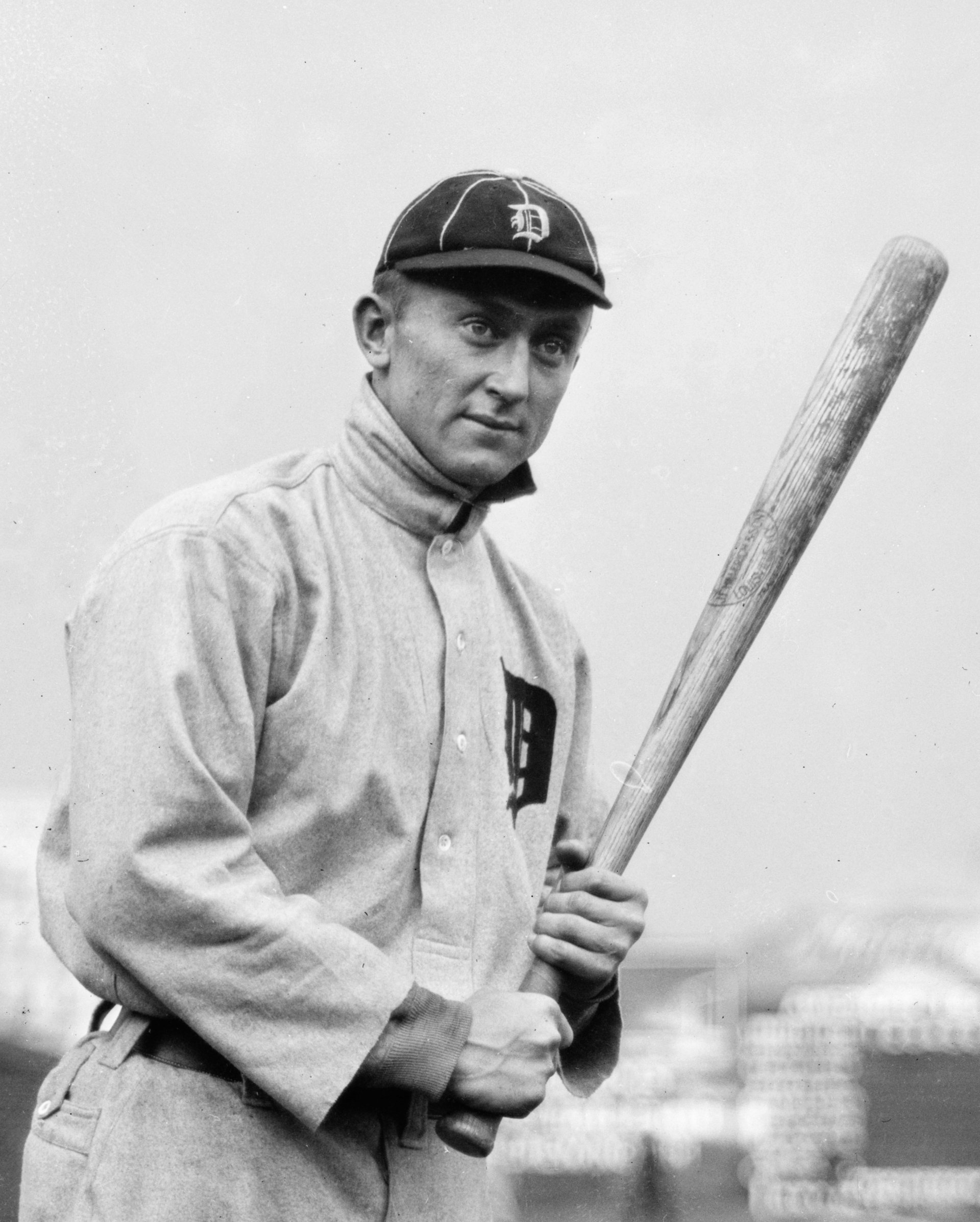
独特のフォーム（1910年）

右手と左手を離してバットを握り、そのまま構えるという独特のフォームをとり、体調に合わせてバットの重さを変えていた。両手をあけてバットを握るため、「ボールに十分『力』が乗らないのでは」との声もあったが、カッブは「単に『力』のみが強い打球を生み出すものではない」と言い、そのグリップで剛速球をたたいて、外野にまで飛ばし奥深く守っていた右翼手のグローブをはじきとばした上にその選手の指を折ってしまったこともあったという。
基本的にシングルヒット狙いで、安打では特にバント安打を好んだ。柵越えを狙わないため、通算本塁打の半分近くがランニング本塁打であり、本塁打王を獲得したときも全てがランニング本塁打である。1920年代に入ると、ベーブ・ルースの出現で時代は本塁打偏重に傾き、「ルースはスラッガーだが、カッブは単打しか打てない」と揶揄され、ルースの豪打ばかりが持て囃されるようになった。それに対しカッブは、38歳になった1925年5月のブラウンズ戦前で、囲んだマスコミ陣に対し、「明日、明後日の試合で見せたいものがある。よく見ておきなさい」と宣言した。カッブは翌日のブラウンズ戦で文句なしの柵越えの本塁打を3本に二塁打を含む6打数6安打を記録し、翌々日の同カードの試合でも本塁打を2本、フェンス直撃の二塁打を2本放った。そしてルースには「ホームラン狙いをやめれば、打率4割も打てるのにな」と進言したという（これに対するルースの反論は#逸話を参照）。また、その話を聞いた警官が、自動車のスピード違反でカッブを捕まえた際、「今日の試合でホームランを2本打てば違反はなかった事にしよう」と言ったところ、カッブは本当に本塁打を2本打ち、約束どおりに違反は取り消しになったという逸話もある。
投手が3球投げる間に、一塁から二盗、三盗、本盗に成功するなど、エキサイティングな選手としても評価されていた。「ベーブ・ルースが本塁打を打つよりも、カッブが四球で出塁した時の方が興奮した。なぜなら本塁打は柵越えすればそこで終了だが、カッブは出塁した時からが興奮の始まりだからだ」と評されたこともある。

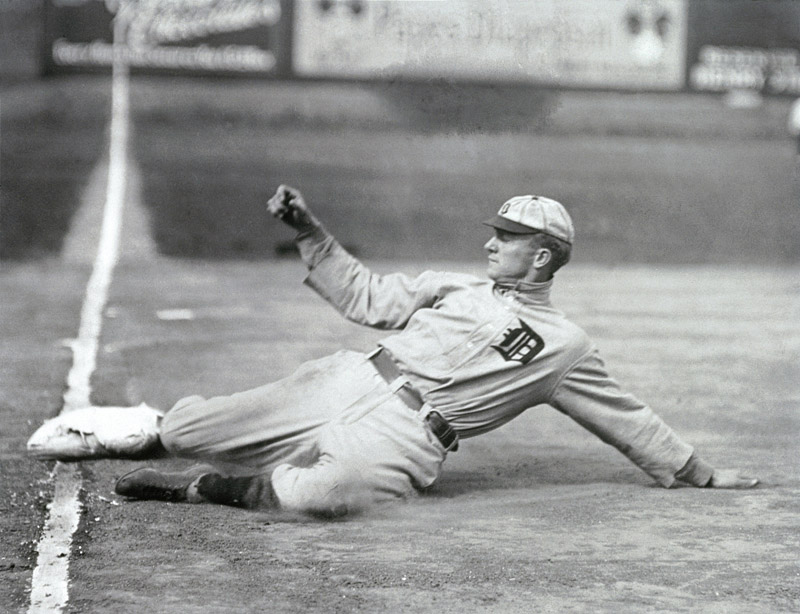
滑り込むカッブ

走塁においては、二塁に滑り込む際にタッチを避けるためになるべくベースから遠ざかって爪先をひっかけることでセーフ判定を狙う「フック・スライディング」を考案・実践した。走塁時には野手の目の動きに注目し、ボールを見なくとも走りながら野手の視線を見ることで、ボールのコースや位置を確認していた。それによって滑り込む際の角度やタイミングを変えていたという。ベースランニングの際にはベースの内側を踏み小さく回る走塁、三塁に走り込む際には送球線上に身体を持っていき背中で返球を妨害するなど、近代野球の基礎となる戦術を実践していた。さらに二塁へ進む際、ダブルプレーをとられないよう相手内野手に足を向けて滑り込んでゆく「ゲッツー崩し」を積極的にしかけたのもカッブが初めてである。また、鉛をつめて普通の3倍も重くした靴を履いて走塁の訓練をしていたという。球場にあるカッブの銅像は滑り込んでいる姿やスライディングの姿が非常に多い。

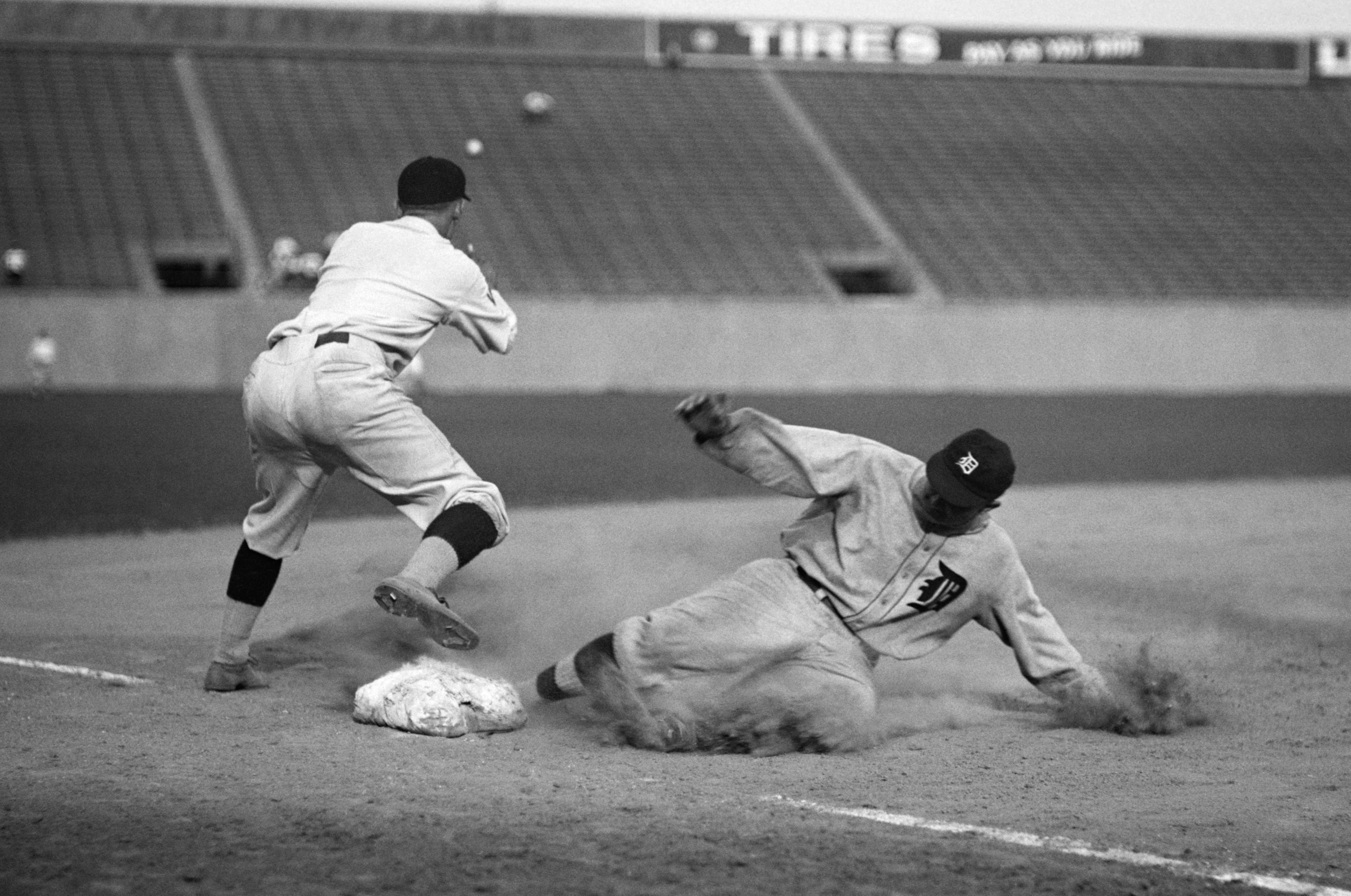
1924年8月16日、カッブの三塁打

相手投手の投球フォームやクセの観察によって弱点を見つけたり、攻撃時や守備時に外野へ吹く風を計算に入れたりするという戦術を最初に取り入れた。足に関してはそれほど速くはなかったと自身も語っており、クセを見つける戦術によって盗塁数を稼いでいた。1イニングで二盗、三盗、本盗を決めるサイクル・スチールを通算4度、1年に2度達成している。また、安打を放った際、走りながら外野手が利き腕でボールを取っているかを確認し、ボールから眼を離した隙に進塁することでジャッグルを誘うなど、高度な走塁技術を確立していた。
弁護士を介した文書を使った契約を史上初めて導入した選手である。当時の球界はオーナーの意向によって契約が決まることがほとんどで、選手が不利益を被ることが多かった。カッブはそれを打破し、選手の権利という概念を主張した最初の選手である。そのためか、オーナー達からは良く思われておらず、この対立から前述の八百長疑惑に発展したとする意見もある。
守備では主に中堅手を務めた。外野手としての392補殺はメジャー歴代2位である。外野の三つのポジション以外にもファースト、セカンド、サード、さらには投手として3試合に登板している。

## 逸話

### 野球選手として
粗暴な態度と歯に衣着せぬ口の悪さで有名であり、そのため周囲からは忌み嫌われ、疎まれる存在だった。カッブと長い間チームメートだったデイビー・ジョーンズも、「彼（カッブ）がスランプに陥ったときは、話しかける事なんかできなかった。（ただでさえひどい態度が）悪魔よりもひどくなっていたから」と語っている。曲がった事を嫌い、すぐに頭に血が上りやすい性格であったため、グラウンド内やプライベートでもトラブルを生むことが多く、タイガース時代はタイガースのファンからも野次を受けていた。
現役引退後も粗暴な性格は改まらなかった。元捕手だったニッグ・クラークと昔話をしている時、「現にあんたにタッチもしていないのにあんたがアウトになったことは、すくなくとも五回はあるな」とクラークが打ち明けると、怒ったカッブはクラークに殴りかかり、3人がかりでやっと止められたという。

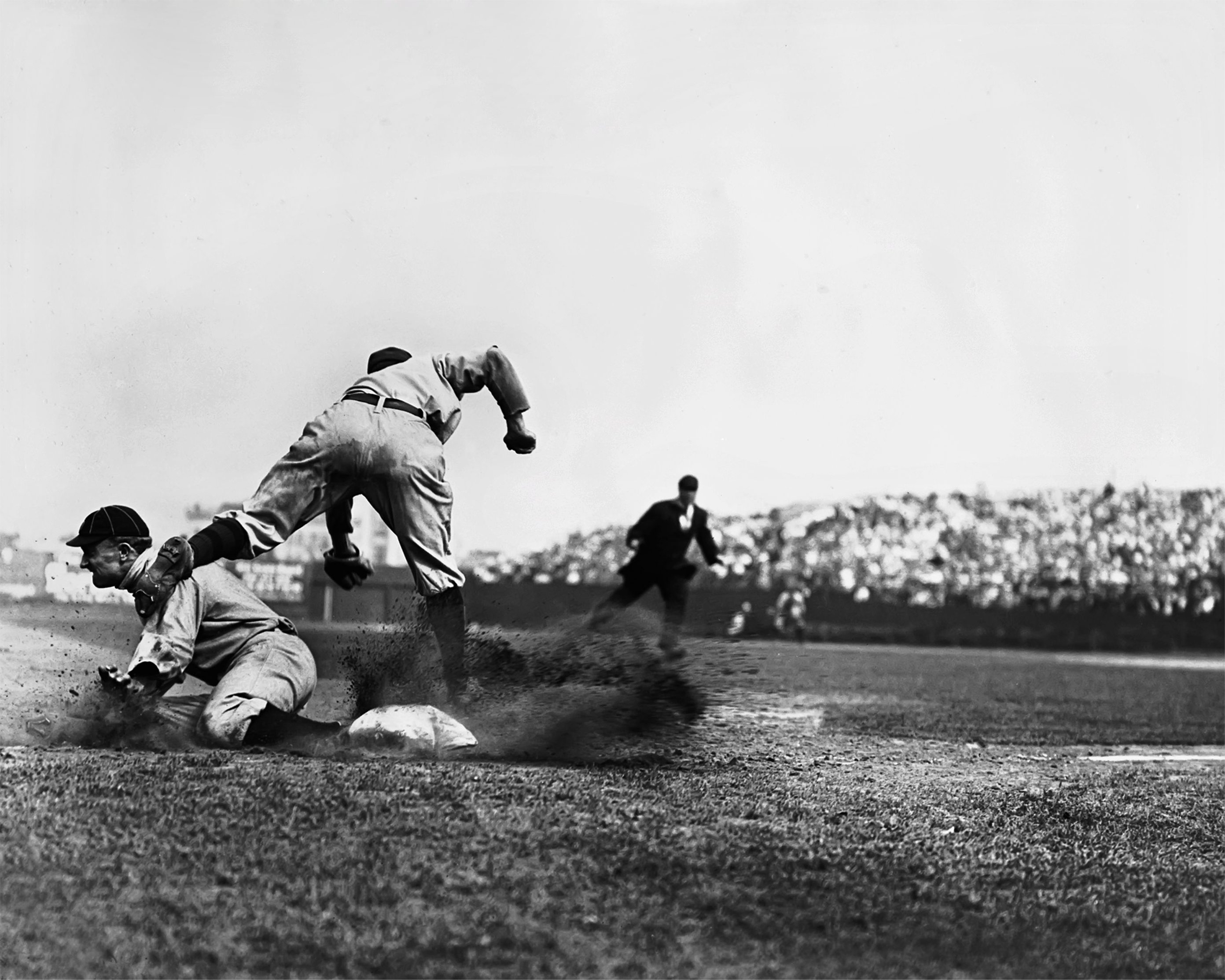
1909年、カッブのスライディング

1909年のシーズン終盤、1.5ゲーム差で首位を争うフィラデルフィア・アスレチックスとの試合で、三塁へ盗塁を試みて故意にスパイクで三塁手フランク・ベイカーの腕を刺したり、試合後半に安打を打つと迷わず二塁を目指してスライディングで二塁手エディ・コリンズに足払いをかけて転倒させたりするなど、強い闘争心と勝つためには手段を選ばない姿勢を持っていた。このことからいくつかのエピソードを残しており、有名なものに「ダッグアウトで相手にわざと見えるようにしてスパイクの歯を研いでいた」というものがある。これは「進塁先の守備を萎縮させるためにスパイクを研いで見せ、ラフプレーを印象付ける」というものであり、足の速くなかったカッブが盗塁を稼げたのはこの行為によるもの、と悪評が全米に知れ渡り「最高の技術と最悪の人格の持ち主」と形容されるようになってしまう。一方、カッブはこれについて「記者が意図的に悪評をでっちあげたもの」と自伝で完全否定している。
悪評に加え、絶好調のときのカッブは良く打つため、相手から報復とも言える行動をされることも少なくなかった。相手投手の中には危険球といえるようなボールしか投げてこない投手も多かったという。明らかなボール球をストライクと判定する審判については、選球眼に絶対の自信があったカッブはすぐさま文句を言い、審判との乱闘になることも多かった。カッブへ行われた乱暴行為は打席のみに留まらず、外野への安打で、二塁をまわった際に腰に体当たりをされて三塁打を二塁打に止められ、相手選手と乱闘になったなどの逸話もある。
対ヤンキース戦で、相手チームのレオ・ドローチャーから打席のカッブに痛烈な野次が飛んだ。野次のせいで集中力を失ったカッブは、三振を喫する。試合後、野次に怒ったカッブは凄まじい剣幕で選手控え室に乗り込み、ドローチャーに掴みかかった。ドローチャーは謝罪し、ベーブ・ルースがカッブを宥め、事態は収まった。この試合以後、ヤンキースの選手は「タイ・カッブを怒らせると、どうなるかわからない」とカッブに野次やラフプレーをしなくなったという。

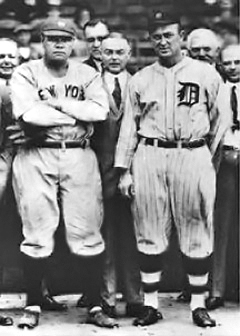
1920年、ベーブ・ルース（左）とタイ・カッブ

プレイスタイル、顔つき、体型、言動などベーブ・ルースと対極を成す人物として挙げられることが多い。特にルースは毎日のように好物のビールとステーキを平らげ豪遊していたのに対し、カッブは徹底した体調管理を行いお金の使い方に関してもケチであったなど、生活の面でも正反対であったという。ルースが「ヒーロー」と敬われているのとは対照的に、カッブは映画や書籍などの様々なメディアで「ヒール（悪役）」として描かれている。タイトルにおいても正反対で、両者ともアメリカンリーグMVP1回だが、カッブが首位打者を12回獲得したのに対してルースも本塁打王を同じ12回獲得しており、共にMLB記録・アメリカンリーグ記録である。また、カッブが本塁打王1回・盗塁王6回に対し、ルースは首位打者1回・打点王6回を獲得している。
メジャーリーグの本塁打至上主義には批判的な見解を示し、「野球本来の面白さは、走塁や単打の応酬にある」と自らの回顧録で語っているように「スモール・ベースボール」の重要性を説いている。ベーブ・ルースとは舌戦を繰り広げたこともあり、ルースがカッブのヒット狙いの打法に対して「あんたみたいな打ち方なら、俺なら6割はいけるだろうな。でも、客は俺のけちなシングルヒットじゃなくて、ホームランを見に来ているのさ」とコメントした時には、カッブは反論し、ルースの本塁打狙いの打撃スタイルも当初は否定していた。しかしルースが本塁打を量産しつつ.376という高打率を記録したことから、次第にルースを認める評価をするようになる。ルースが打率.393で投票数満票でのMVPを獲得した時には「本塁打狙いの打撃をやめれば、4割を超えるのは間違いない」と述べ、バッティングの考え方の違いを指摘しつつ高い評価を示した。回顧録で記した『自身の選ぶオールスターチーム』のメンバーにもルースを選び、ルースの死にも「また来世で会えることを願う」という一節を記している。
カッブは人種差別主義者として広く知られている。しかし実際は黒人少年を付き人として雇ったり、ニグロリーグのデトロイト・スターズの試合に頻繁に観戦に行き、多くの黒人選手と親交があった。また、ウィリー・メイズを「私が唯一お金を払って見たい選手」と形容したり、ロイ・キャンパネラを「偉大な選手」と評価したりするなど、黒人選手を賞賛するコメントを数多く残している。カッブの人種差別主義的逸話の多くは、死後に書かれた自伝のゴーストライター、アル・スタンプの捏造した挿話がほとんどで、カッブの生前の記事や発言に彼が人種差別主義者だったという証拠は見つかっていない。

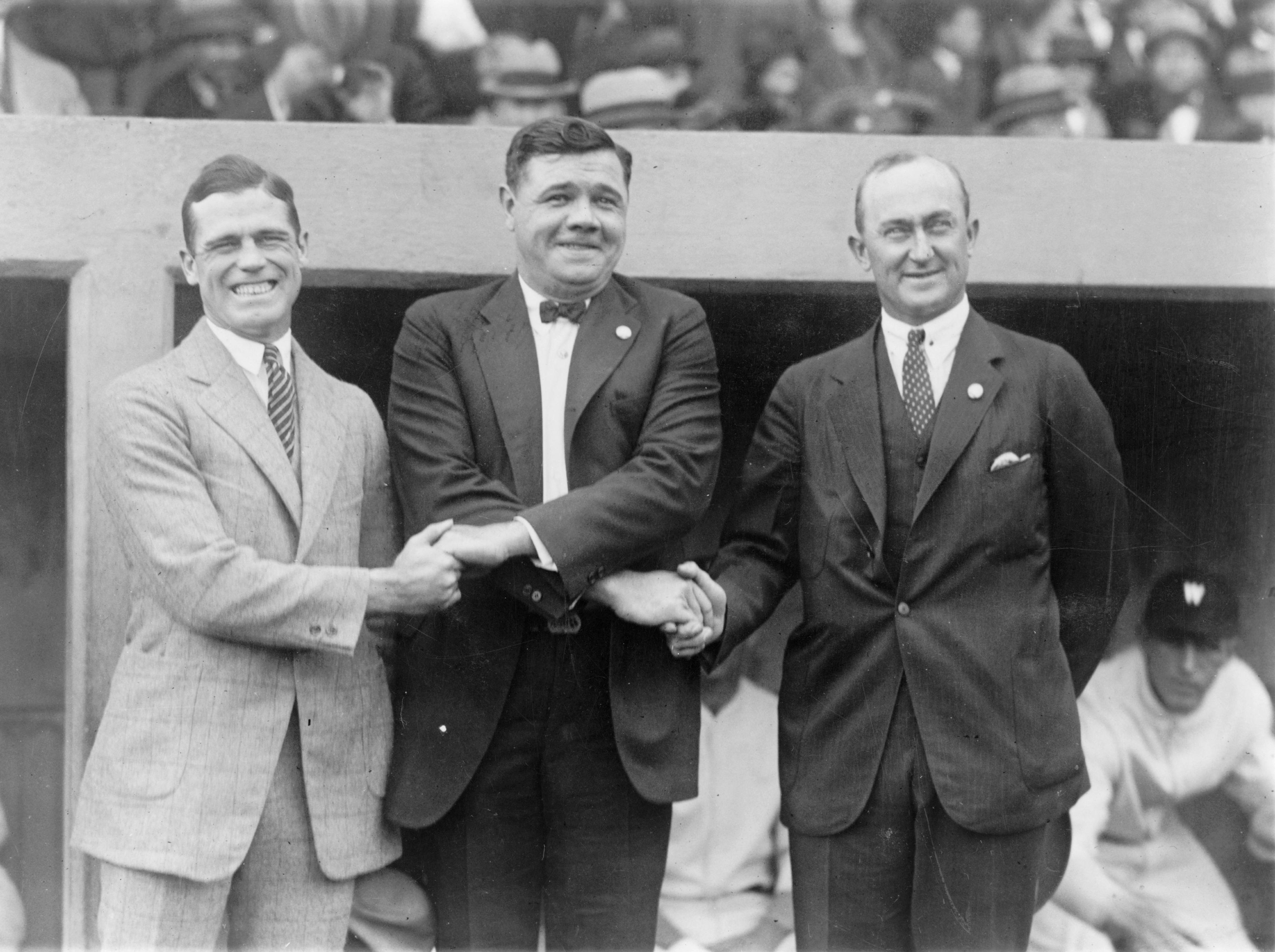
左からジョージ・シスラー、ベーブ・ルース、タイ・カッブ（1924年）

来日した際、中等野球に飛び入り参加して盗塁を試み、当時強肩で鳴らしていた嘉義農林の捕手に刺された。カッブはセカンドから捕手のもとへ駆け寄り、笑顔で「やるな坊主」と言い、捕手の頭を撫でたという。人種差別的な発言で有名であるとされていたカッブだが、来日した際には熱心に野球を指導していた。
カッブは野球について、「野球は男が闘志を剥き出しにして戦う、真剣勝負の場である」と述べ、自身のエゴを前面に出すプレースタイルについては「栄光を望むのは罪ではない」と語っている。選手としての自身については「私は天才ではない」と明言しており、デビューしてすぐに3割を打つような他の選手に対しては天才的だと思ったが、自分はそうではなく、一番の選手になるためにずっと弛まぬ努力をしたと語っている。打撃に関しては「バッターの資質で最も大切なのは、打席で怖がらないことだ。当てられることを恐れなければ、いいバッターになれる」と述べている。
足は速くないが相手投手の癖を盗む技術が素晴らしかった理由の一つとして、練習方法に理由があると述べている。カッブの盗塁の秘密の練習場は台所で、妻が台所で料理をしているときに、横から背中を叩いて反対側に逃げる。妻が後ろを向くまでに反対側にいけたら盗塁成功で、妻のほうが先に振り向いたら盗塁失敗。これを繰り返しているうちに、盗塁のスタートのタイミングがうまくなったと語っている。妻からは「あなたは邪魔だから台所に来ないで」と何度も怒られたという。
1942年、MLBの監督や引退した名選手らを対象に、「史上最高の選手は誰か」というアンケートが行われた。最終的に回収できた票数は102票で、得票は14人の選手に分かれることとなった。結果は半数を大きく越える60票をカッブがひとりで集め、1位を獲得した。投票に参加してカッブに1票を投じたエディ・コリンズは、理由を書く欄に「明白である」とだけ記入していたという。ほかには「カッブはすべての事を他の誰よりも上手くやることができた」と書かれた票もあった。
引退後に出場した試合で、捕手に「久し振りにバットを握るので、すっぽ抜けてしまうかもしれない。後ろにさがっていてもらえるか？」と頼み、捕手が後ろにさがると、カッブはすかさずセーフティーバントを試み、見事に成功させた。これを見ていた周りの選手は、「引退してもタイ・カッブという選手はあくまで勝利のみにこだわっている」と感心していたという。

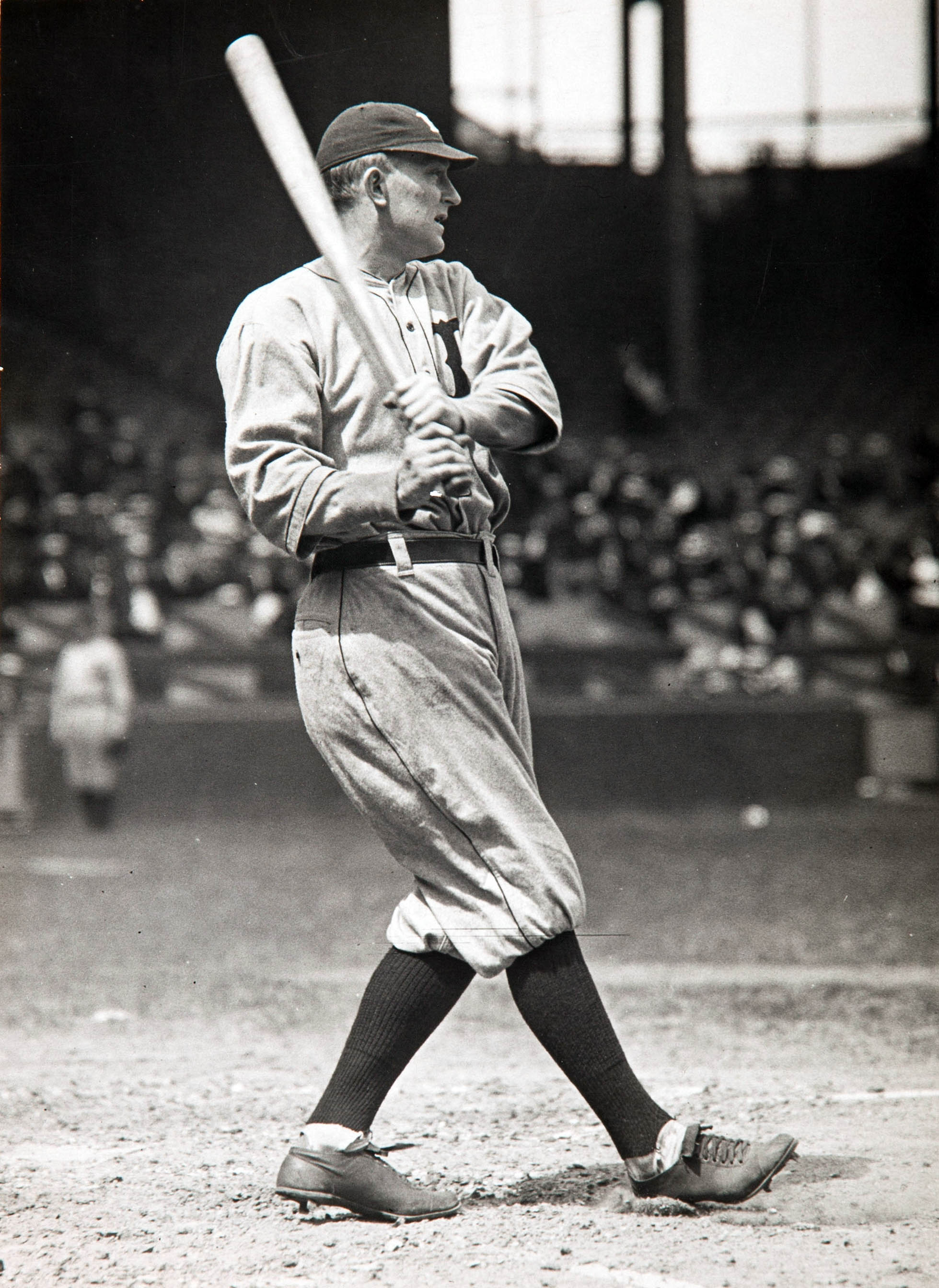
タイ・カッブ（1918年）

日本プロ野球の元コミッショナーである内村祐之は、自著において、印象に残ったメジャーリーガーとしてカッブの名を挙げている。1927年の春、内村はフィラデルフィアにて、メジャーリーグ視察のためにアスレチックス対インディアンズの試合を観戦した。同年シーズンはカッブがタイガースからアスレチックスヘ移籍して1年目のシーズンであった。試合はアスレチックスが劣勢の展開となり、9回の最終回に1点をリードされたまま、アスレチックス最後の攻撃となった。この回の先頭打者であったカッブは、安打で出塁を果たす。カッブの安打にアスレチックスのベンチは沸き返った。しかし直後にカッブが相手投手の牽制球に刺され、アウトとなり、アスレチックスはそのまま敗退した。
内村はその時のカッブのプレーを見て、「4000本安打を目前にしている、あの海千山千のカッブでもあんな無駄死にをする事があると思うと、とても面白かった」と回想している一方で、「しかしそれより感心したのは、カッブのその時の態度である」と述べている。内村によると、それは文句なしのアウトであり、審判に抗議の余地はなかった。カッブは気の毒な程に項垂れ、ベンチに帰る顔がないという表情で天を仰ぎ、打ちひしがれていたという。この時のカッブは既に40歳の大ベテランであり、しかも同試合はシーズン初頭のゲームであった。それにも関わらず、カッブは前述のような真剣さと闘志を前面に出して試合に臨んでいた。内村はカッブの野球に対するこの姿勢に、当時のメジャーリーガーとしては異質で、「たいへん驚いた」と述懐している。
最後のユニフォーム姿は、1950年のテキサスリーグ開幕第1戦でダラス・イーグルスのために一役買ったときである。トリス・スピーカー、ダフィー・ルイスとともに1イニングの3分の1だけ外野守備についている。
カッブの野球カードは15枚程度しか確認されておらず、合計で100万ドル（約1億1千万円）以上の価値があるといわれている。

### 両親の事件について

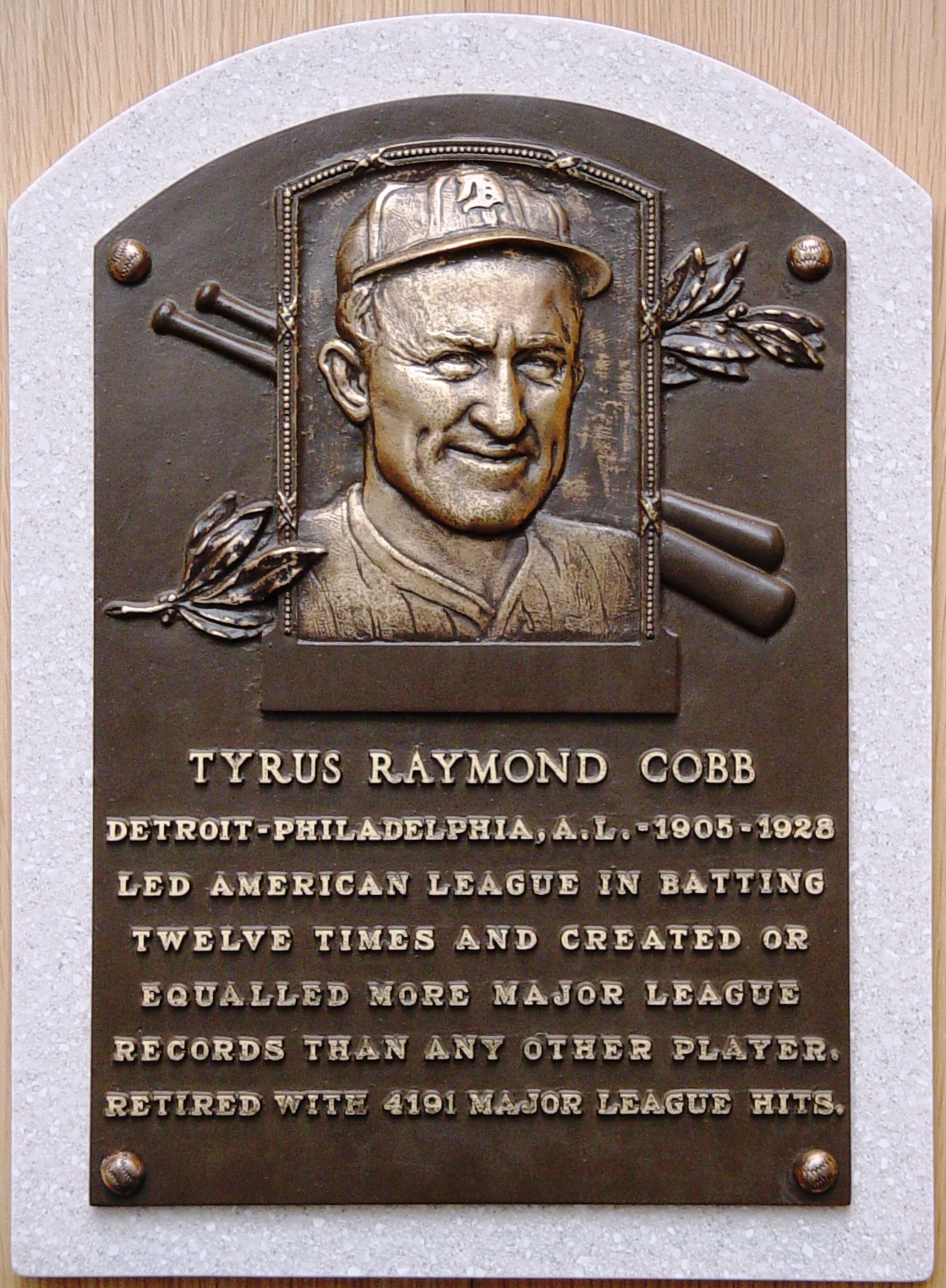
野球殿堂にあるカッブの銘刻板

カッブ18歳の1905年8月5日の夜、カッブの兄弟は友人の家に泊まっており、父ウイリアムと母アマンダだけが家にいた。ウイリアムはこの時42歳、アマンダは34歳であった。妻の浮気の噂にたまりかねていたウイリアムは、浮気の現場をおさえるために「数日間巡回に出る」と言って夜中に突然外出した。ウイリアムが同日の深夜に家に戻ると、寝室でアマンダが浮気している事を認知。ウイリアムが更に浮気相手を確かめようと寝室にのりこんだ所、強盗か暴漢と勘違いしたアマンダに射殺されたという事件であったとされる。銃はウイリアムがアマンダのために護身用として購入していたものだった。ウイリアムは二発の弾丸を受け、窓際に倒れて即死した。その後まもなくして同年8月19日に息子のカッブはデトロイト・タイガースと契約し、8月末にはメジャーリーグデビューを果たすが、父親は息子の成功を見ることが出来なかった。
裁判ではアマンダは殺人罪に問われたが、翌1906年3月31日に正当防衛が認められ、無罪となった。カッブはこの事件以来、母親とは会おうとも話そうともしなかったという。一方で、裁判にて母親が不利になるような証言はしなかった。カッブは死の直前、自身の自伝の執筆を担当していた記者にその事について質問された際、「男はどんなときも母親を守らなければならない」と答えている。また、裁判後に父親を射殺したのは浮気相手だったことを知らされたという。
この両親の事件と敬愛していた父親の死は、まだ当時10代だったカッブの人格に大きな影響を与えたと言われており、それまでは素直な性格の選手であったが、事件以降、非常に攻撃的な性格になったとされる。事件が起こった直後のメジャー昇格の歓迎会では、初めて暴力事件を起こしてチームメイトを病院送りにした。それからも過激な言動を繰り返すようになり、人格に難のある選手として知られるようになった。打撃不振などを責められたためにチームメイトと大喧嘩をしたり、実績を残し始めるまではチームメイトから嫌がらせを受けたりすることもあったという。
現役時代、過激な発言で知られていたカッブだったが、マスコミから両親の事件の話について聞かれると途端に口をつぐみ、「その話はしたくない」と暗い表情になったという。後年、カッブは両親の事件について、「私は（この事件を）生涯乗り越えることができなかった」と語っている。
前述の1912年5月15日に起こった男性観客との乱闘騒ぎも、両親の事件に関する野次が引き金であった。同観客はこの試合において、試合開始からカッブに対して野次を飛ばしていた。守備につくカッブはこの観客と視線を合わさず無視していたが、段々と野次が過激になり、とうとう「お前は半ニガー野郎だ!」（白人と黒人のハーフ。つまり黒人と浮気をしていたとされる母親のことを指しての野次）という罵声を浴びせられた。この暴言にカッブは激怒し、守備に向かう途中に向きを変え、乱闘騒ぎへと向かった。カッブ自身は自伝にて、騒ぎを起こしたことは認めているが、殴る蹴るなどの暴力を振るったことは否定している。また、騒動から3日後に起こったチームメイト全員による試合出場のボイコット理由も、「観客の野次があまりにもひどい」という怒りから、カッブの処分を不服としたことが起因である。

### クリスティ・マシューソンとの関係

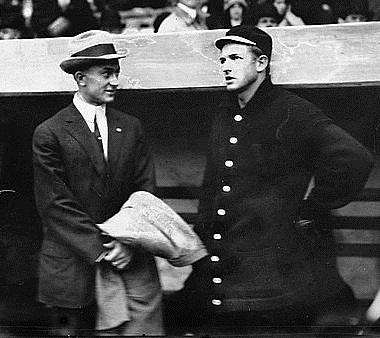
1911年のワールドシリーズ期間中にクリスティ・マシューソン（右）と

ルーキー時代からクリスティ・マシューソンに強い憧れを持っていた。カッブは「平凡な形容だが、彼はあらゆる点においてまったく素晴らしい男だった」と述べており、アメリカの青少年たちはマシューソンの有名な変化球「フェイドアウェイ」（スクリューボール）を真似ることに夢中になっていたという。マシューソンの死の遠因となった不幸な事件が起きたとき、カッブもその場にいたが、カッブは「当時、彼と一緒にいた者の一人として、まさか彼が死ぬようなことになろうとは思わなかったし、このナショナル・リーグ随一の名投手自身も、そんなことを想像しなかっただろう」と自伝に記している。
1918年に第一次世界大戦にアメリカが参戦したため、陸軍大尉であったカッブも他の選手とともに召集され、化学作戦部隊に属して、毒ガスの使用法と防御法の訓練を受け、ヨーロッパの戦場へと駆り立てられた。一行の中にはジョージ・シスラー、マシューソンなどの有名選手がおり、いずれも教官として毒ガス・火炎放射器部隊へと配属させられた。その部隊には陸軍切っての劣等兵が集められており、しかし有名なスポーツ選手の言うことなら聞くかもしれないという理由によるものだった。劣等兵とみなされた兵士たちも渋々ながらも命令に従っていくようになる。
当時の訓練の一つに「兵士たちを気密室に送り込んで、警戒なしに毒ガスを放出する」という危険なものがあり、全ての兵士は手の合図を見ただけでガスマスクをかぶらなければならなかった。しかしある日、カッブたちは肝心の信号を見落としてしまい、毒ガスの充満する気密室に閉じ込められた。毒ガスをいくらか吸い込んでようやく事態に気がつき、すぐにマスクをつけ、手探りで壁を見つけて外に転げ出た。この時は肺が侵されていることに気づかなかったが、それから数週間の間、胸から無色の痰が排出され、恐ろしい咳が続いた。痰が止まったとき、カッブは本当に救われた思いがしたという。実際にこの事件で閉じ込められた16人のうち、8人が死亡している。
マシューソンはカッブに「タイラス、あそこで毒ガスを嫌と言うほど吸ってしまったんだ。ひどく気分が悪いんだよ」と言い、血がまじった痰を吐いており、この訓練がマシューソンの死の遠因となった。マシューソンは「人間は読んだり、書いたり、話したり、また動いたりすることさえ出来なくなるとつい余計なことを考えるものだから、僕は頭の中で野球の練習をすることにしたよ。実際にグラウンドにいるのと同じ気持ちで次々と新しい事態を想像して、それに対する処置を研究するのさ。毎日こうして過ごしているから、ゲームについて今まで気がつかなかったことを、たくさん勉強したよ」とカッブに語り、一時的に健康を取り戻すこともあったが、1925年にニューヨーク州サラナク湖畔の療養所にて、45歳で死去した。
カッブは後年、「あの忌まわしい運命の日のことを、私はまざまざと覚えている」、「1925年、この不世出の大投手クリスティ・マシューソンの生命の火はついに燃え尽きた。ちょうど彼独特の、あのフェイドアウェイのボールのように」と自伝で振り返っており、「奇跡的に生き残った同僚のひとりとして、私は彼に対し、心からの敬意を表したい。彼は数々の大記録を残したが、私が思い出すのは、その面での彼ではない。スポーツ界まれに見る偉大な人物、偉大な競技者としての彼に対し、私は衷心からの尊敬をささげるものである」と語っている。

### 人物像

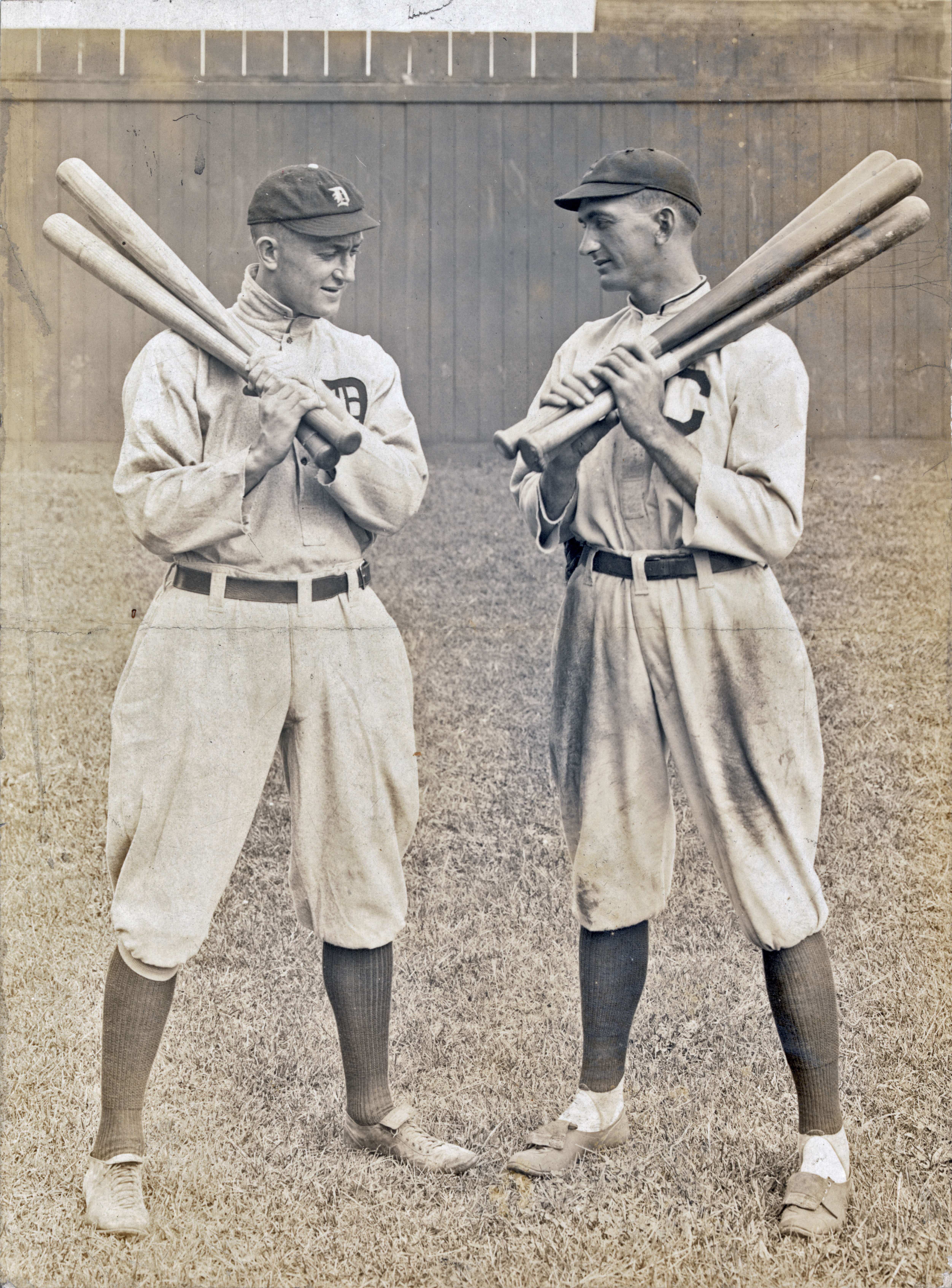
カッブとジョー・ジャクソン（右）

試合後にホテルのバーに足しげく通い、経済や株式の情報を集め、投資することを楽しみとしていた。カッブが買ったユナイテッド・モータースという小さな会社は、1年後にゼネラル・モータースと合併し、キャデラックのヒットにより一株180ドルに高騰。世界最大の自動車会社へと成長した。さらにカッブは他に先んじてコカ・コーラの大株主のひとりにもなり、莫大な富を得て億万長者となっている。
億万長者になった一方、メイドの給料や保険代や牛乳の代金を安く値切ろうとしたり、死の直前に入院した肝臓癌の治療費の支払いまで拒否したりするなど、吝嗇家は変わらなかった。また、電気代がもったいないと発電機を自主製作するものの、電圧が安定しなかったためにトースターが燃えてしまい、あやうく怪我人を出してしまうところだったという。
カッブはフリーメイソンの会員で（自伝には共済、友愛を目的とする秘密結社と記している）、父親もフリーメイソンの会員であった。そのためトラブルがあった際、警官が来ることが出来ないときはフリーメイソンの会員が何人かカッブを守りに来てくれたりもしていたという。
大統領だったころのウォレン・ハーディングやウィリアム・タフトとはポーカー仲間であり、よく勝負をしていた。また、陸軍元帥のダグラス・マッカーサーはカッブの自伝に序文を書いており、カッブと交流があった。
トーマス・エジソンとも交流があった。1927年、アスレチックスはエジソンの研究所に招かれた。エジソンはカッブが野球を精密科学のように研究していることについて知りたいといい、それを聞いた宣伝係の一人が「カッブがボールを投げ、エジソンが打席で構えるところを写真にとりたい」と言った。エジソンはそれを快諾し、日を改めて球場に集まった。はじめ打撃練習を黙ってみていたエジソンだったが、突然バットを持って打席に歩み寄った。エジソンはかなりの老人であったが、カッブがボールを真ん中に投げたところ、エジソンはカッブの耳の横をかすめていくヒットを放った。エジソンはヒットを打てた理由について、「カッブたちの打撃を見ているうちに、スイングの要素やフットワークなどを学び取り、それらのテクニックを駆使してみたところ、打てた」と述べている。
引退後の1950年代に、インタビューで記者から「今の野球界でプレーしたら、どのくらいの打率を残せるか」と質問された。カッブは「.310ぐらいだな」と答え、記者が驚き「あなたは4割を3度も記録したじゃないですか」と言うと、カッブは笑顔で「私は今70歳を超えているんだ」と笑いを誘ったという。
カッブがタイガースに入団した当初、チームメイトの右翼手であるサム・クロフォードが面倒を見ており、クロフォードから走塁技術を学ぶなど、技術の伝達を行ってもらっていた。しかし激情家で人望薄いカッブとは次第に決裂してしまい、2人とも話すことは無くなった。そのような2人ではあるがカッブの死後、カッブの親族はクロフォードの殿堂入りを求める手紙を何通もカッブが送っていたことに気付いたという。

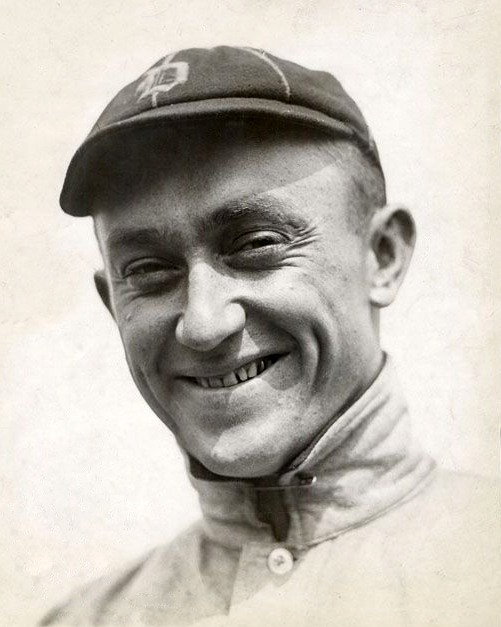
タイ・カッブ（1916年）

ある時、永久追放になったジョー・ジャクソンが経営していた店を訪れたカッブは、ジャクソンが自分に気づかないようなので「ジョー。私だよ」と声をかけた。するとジャクソンは、「メジャーの連中は、俺のことなんか忘れたいんじゃないかと思ってな」とわざと気づかないふりをしていたことを明かす。それに対してカッブは、「ああ。お前が優れたバッターだったということ以外、忘れてしまった」と言い残し、店から帰ったという。この時のことについて、カッブはジャクソンに「私は自分のバッティングに自惚れの兆しが見えるときは、いつも一歩さがってお前を見ることにしていた。そうすると、まだまだやり直さなければならないところがたくさんあるのがわかったんだ。お前のスイングより完全なものを、私はあれ以後も見たことがない」とも伝えたと述べている。
故郷のロイストンには、1998年に設立された「タイ・カッブ記念館」がある。館内には、カッブが使用していたバットやグラブのほかに、入れ歯も陳列されており、カッブの肉声が聞けるコーナーもある。故郷への寄付などを積極的に行っており、1950年には大金を寄付し、24のベッドを備えた病院を設立。その病院は現在、16kmほど離れた周辺3市に関連施設をもつ巨大な医療センターとなり、カッブ病院、カッブリハビリセンターなど、カッブの名を冠されている。また、奨学金を支給する基金も設立し、州内の貧しい学生のサポートもしていた。故郷では、上院議員の父親や、自身の私費で病院を建設するなどの親子揃っての貢献度の高さから、英雄として語り継がれている。
カッブの人物像を伝える逸話の中には、多くの虚飾が盛られているものもある。これはカッブの死去した1961年にアル・スタンプという記者がカッブの本を出版したことがきっかけであるという。スタンプは選手の言葉や逸話を捏造することで有名な記者であり、売上目的で悪評の話を誇張したのが真相である。2015年5月に伝記「タイ・カッブ ア・テリブル・ビューティー」を出版したチャールズ・ラーセン（Charles Leerhsen）は、カッブにでっち上げの悪評（スパイクの歯をわざわざ野手に向けて研いだなど）がついて回るようになったことについて、「（カッブが）大衆娯楽のなかった時代の最初の国民的スターだったので、世の耳目を集めてしまったのだろう」と推測している。
カッブの両親は不仲であったが、自身も結婚後、現役時代は野球一筋で妻や子供とうまくいかず、折り合いが悪かった。しかし引退後は孫たちとは仲が良く、孫のハーシェル・カッブは良く面倒を見てもらっていた。ハーシェルによると、引退後のカッブは自ら進んで野球の話をする人ではなかったという。ハーシェルは、「祖父が他界した後、いろいろな人から『本当に優しい人だった』『よく面倒を見てもらった』と声を掛けられた。確かに現役時代は気が短く、近寄りがたい雰囲気を持っていたのかもしれない。どんな選手だったのか自分でも調べてみた。さまざまなスライディングを生み出したことも有名で、後ろ足のつま先をベースに引っかけるフックスライディングも、二塁への併殺プレーを崩す方法も考え出したんだ。とてもクリエイティブな選手だった」「私がよく知るタイ・カッブは、祖父としての存在であり、球史に残る選手ではない。だが、野球ファンの立場から見ても、祖父の成績は偉大だと思うし、1度でいいから実際にプレーする姿を見たかった」と語っている。また、ハーシェルはカッブと過ごした10代の思い出をまとめた「Heart of a Tiger」という著書を2013年に出版している。
粗暴なイメージが強いカッブだが、基本的に相手にも原因があるときのみしか乱闘を行わず、相手に大きな怪我をさせるような乱闘は一度もしなかった。これについて「怪我のせいで野球をできなくなるつらさは自分が一番わかっている。たとえ敵でも味わわせたくはなかった」と自身で語っている。
晩年、自らの回顧録が執筆される際、始めの内はこと細かに内容の指示をしていた。しかし執筆者のアル・スタンプはカッブと行動を共にするうちに、カッブの知られざる人間的な一面（両親の事件の悲しみを振り払うために野球に打ち込んでいたこと、貧困しているかつての野球仲間に定期的に送金していること、自分の凶暴な面のために家族とはうまくいかなかったことなど）を書き留めていた。これを知ったカッブは一時は激怒したが、最期にはスタンプに「お前の好きに書いてくれ」と言い残して死去したとされる。その後、1994年にトミー・リー・ジョーンズをカッブ役に迎えて、この自伝を製作する過程を描いた映画『タイ・カップ（原題:Cobb）』が公開された。
カッブの死後、葬儀に訪れた球界関係者は数人だけだった(家族だけで葬儀を行うと遺族側が表明していた)が、大勢のファンが参列し、テレビ中継もされた。カッブ自身は自分の人生について、「私は自分の生涯に一点の悔いも残してはいない。もしも人生をやり直すとしたら、私は同じことを繰り返すに違いない。ただし…多少あちこちに修正を加えはするだろうが…」と残している。

## 日本語表記について
カッブが日本で初めて紹介されたとき、翻訳・マスコミ関係者が「カップ」というカタカナ表記をあてたため、1990年代頃まで「タイ・カップ」というカタカナ表記がマスコミや野球評論家の間でも完全に定着していた（例えば、自伝の邦訳が1977年に日本で出版されたときの邦題は「野球王タイ・カップ自伝」であり、1995年に日本で公開された映画『COBB』の邦題も「タイ・カップ」である）。
現在では発音になるべく忠実に「カッブ」とされるのが一般的になっている。

## 詳細情報

### 通算打撃成績
※歴代順位は1929年シーズン終了時のもの
※盗塁死は数不明の年がある。
| 試 合 | 打 数 | 得 点 | 安 打 | 二 塁 打 | 三 塁 打 | 本 塁 打 | 塁 打 | 打 点 | 盗 塁 | 盗 塁 死 | 四 球 | 死 球 | 犠 打 | 三 振 | 打 率 | 出 塁 率 | 長 打 率 | O P S |
| ----- | ----- | ----- | ----- | -------- | -------- | -------- | ----- | ----- | ----- | -------- | ----- | ----- | ----- | ----- | ----- | -------- | -------- | ----- |
| 3034  | 11440 | 2245  | 4189  | 724      | 295      | 117      | 5854  | 1944  | 897   | 212      | 1249  | 94    | 292   | 680   | .366  | .433     | .512     | .945  |
| 5位   | 5位   | 2位   | 2位   | 4位      | 2位      | -        | 6位   | 9位   | 4位   | 4位      | 54位  | 109位 | 12位  | -     | 1位   | 9位      | 79位     | 23位  |

### 年度別打撃成績
| 年 度     | 球 団     | 試 合 | 打 席 | 打 数 | 得 点 | 安 打 | 二 塁 打 | 三 塁 打 | 本 塁 打 | 塁 打 | 打 点 | 盗 塁 | 盗 塁 死 | 犠 打 | 犠 飛 | 四 球 | 敬 遠 | 死 球 | 三 振 | 併 殺 打 | 打 率 | 出 塁 率 | 長 打 率 | O P S |
| --------- | --------- | ----- | ----- | ----- | ----- | ----- | -------- | -------- | -------- | ----- | ----- | ----- | -------- | ----- | ----- | ----- | ----- | ----- | ----- | -------- | ----- | -------- | -------- | ----- |
| 1905      | DET       | 41    | 164   | 151   | 19    | 36    | 6        | 0        | 1        | 45    | 15    | 2     | --       | 4     | --    | 10    | --    | 0     | 23    | --       | .238  | .286     | .298     | .584  |
| 1906      | DET       | 98    | 394   | 358   | 45    | 113   | 15       | 5        | 1        | 141   | 34    | 23    | --       | 14    | --    | 19    | --    | 3     | 40    | --       | .316  | .355     | .394     | .749  |
| 1907      | DET       | 150   | 642   | 605   | 97    | 212   | 28       | 14       | 5        | 283   | 119   | 49    | --       | 12    | --    | 24    | --    | 5     | 55    | --       | .350  | .380     | .468     | .848  |
| 1908      | DET       | 150   | 635   | 580   | 88    | 188   | 36       | 20       | 4        | 276   | 108   | 39    | --       | 15    | --    | 34    | --    | 6     | 42    | --       | .324  | .368     | .476     | .844  |
| 1909      | DET       | 156   | 655   | 573   | 115   | 216   | 33       | 10       | 9        | 296   | 107   | 76    | --       | 24    | --    | 48    | --    | 6     | 45    | --       | .377  | .431     | .517     | .947  |
| 1910      | DET       | 140   | 598   | 508   | 106   | 194   | 35       | 13       | 8        | 279   | 91    | 65    | --       | 16    | --    | 64    | --    | 4     | 46    | --       | .382  | .455     | .549     | 1.004 |
| 1911      | DET       | 146   | 656   | 592   | 148   | 248   | 47       | 24       | 8        | 367   | 127   | 83    | --       | 11    | --    | 44    | --    | 8     | 42    | --       | .419  | .466     | .620     | 1.086 |
| 1912      | DET       | 140   | 610   | 553   | 119   | 226   | 30       | 23       | 7        | 323   | 83    | 61    | 34       | 8     | --    | 43    | --    | 5     | 30    | --       | .409  | .456     | .584     | 1.040 |
| 1913      | DET       | 122   | 504   | 429   | 70    | 167   | 18       | 16       | 4        | 229   | 67    | 51    | --       | 11    | --    | 58    | --    | 4     | 31    | --       | .389  | .466     | .534     | 1.000 |
| 1914      | DET       | 98    | 415   | 345   | 69    | 127   | 22       | 11       | 2        | 177   | 57    | 35    | 17       | 6     | --    | 57    | --    | 6     | 22    | --       | .368  | .466     | .513     | .979  |
| 1915      | DET       | 156   | 701   | 563   | 144   | 208   | 31       | 13       | 3        | 274   | 99    | 96    | 38       | 9     | --    | 118   | --    | 10    | 43    | --       | .369  | .486     | .487     | .973  |
| 1916      | DET       | 145   | 637   | 543   | 113   | 201   | 31       | 10       | 5        | 267   | 68    | 68    | 24       | 14    | --    | 78    | --    | 2     | 39    | --       | .370  | .451     | .492     | .943  |
| 1917      | DET       | 152   | 672   | 588   | 107   | 225   | 44       | 24       | 6        | 335   | 106   | 55    | --       | 16    | --    | 61    | --    | 4     | 34    | --       | .383  | .444     | .570     | 1.014 |
| 1918      | DET       | 111   | 474   | 421   | 81    | 161   | 19       | 14       | 3        | 217   | 62    | 34    | --       | 9     | --    | 41    | --    | 2     | 21    | --       | .382  | .440     | .515     | .955  |
| 1919      | DET       | 124   | 548   | 498   | 92    | 191   | 36       | 13       | 1        | 256   | 67    | 28    | --       | 9     | --    | 38    | --    | 1     | 22    | --       | .384  | .428     | .514     | .942  |
| 1920      | DET       | 112   | 495   | 428   | 87    | 143   | 28       | 8        | 2        | 193   | 63    | 15    | 10       | 7     | --    | 58    | --    | 2     | 28    | --       | .334  | .416     | .451     | .867  |
| 1921      | DET       | 128   | 582   | 507   | 124   | 197   | 37       | 16       | 12       | 302   | 101   | 22    | 15       | 15    | --    | 56    | --    | 3     | 19    | --       | .389  | .452     | .596     | 1.048 |
| 1922      | DET       | 137   | 613   | 526   | 99    | 211   | 42       | 16       | 4        | 297   | 99    | 9     | 13       | 27    | --    | 55    | --    | 4     | 24    | --       | .401  | .462     | .565     | 1.026 |
| 1923      | DET       | 145   | 648   | 556   | 103   | 189   | 40       | 7        | 6        | 261   | 88    | 9     | 10       | 22    | --    | 66    | --    | 3     | 14    | --       | .340  | .413     | .469     | .882  |
| 1924      | DET       | 155   | 727   | 625   | 114   | 211   | 38       | 10       | 4        | 281   | 79    | 23    | 14       | 15    | --    | 85    | --    | 1     | 18    | --       | .338  | .418     | .450     | .867  |
| 1925      | DET       | 121   | 492   | 415   | 97    | 157   | 31       | 12       | 12       | 248   | 102   | 13    | 9        | 5     | --    | 65    | --    | 5     | 12    | --       | .378  | .468     | .598     | 1.066 |
| 1926      | DET       | 79    | 273   | 233   | 48    | 79    | 18       | 5        | 4        | 119   | 62    | 9     | 4        | 13    | --    | 26    | --    | 1     | 2     | --       | .339  | .408     | .511     | .918  |
| 1927      | PHA       | 133   | 574   | 490   | 104   | 175   | 32       | 7        | 5        | 236   | 93    | 22    | 16       | 12    | --    | 67    | --    | 5     | 12    | --       | .357  | .440     | .482     | .921  |
| 1928      | PHA       | 95    | 393   | 353   | 54    | 114   | 27       | 4        | 1        | 152   | 40    | 5     | 8        | 2     | --    | 34    | 0     | 4     | 16    | --       | .323  | .389     | .431     | .819  |
| MLB：24年 | MLB：24年 | 3034  | 13103 | 11430 | 2245  | 4189  | 724      | 295      | 117      | 5854  | 1944  | 897   | *212     | 292   | --    | 1249  | 0     | 94    | 680   | --       | .366  | .433     | .512     | .944  |

- 各年度の太字はリーグ最高、赤太字はメジャーリーグベースボール歴代最高
- 「-」は記録なし
- 通算成績の「*数字」は不明年度がある事を示す

### 年度別投手成績
| 年 度     | チ ｜ ム  | 登 板 | 完 投 | 完 封 | 勝 利 | 敗 戦 | セ ｜ ブ | 勝 率 | 投 球 回 | 被 安 打 | 被 本 塁 打 | 与 四 球 | 与 死 球 | 奪 三 振 | 暴 投 | ボ ｜ ク | 失 点 | 自 責 点 | 防 御 率 | W H I P |
| --------- | --------- | ----- | ----- | ----- | ----- | ----- | -------- | ----- | -------- | -------- | ----------- | -------- | -------- | -------- | ----- | -------- | ----- | -------- | -------- | ------- |
| 1918年    | DET       | 2     | 0     | 0     | 0     | 0     | 0        | .000  | 4.0      | 6        | 0           | 2        | 0        | 0        | 0     | 0        | 2     | 2        | 4.50     | 2.00    |
| 1925年    | DET       | 1     | 0     | 0     | 0     | 0     | 1        | .000  | 1.0      | 0        | 0           | 0        | 0        | 0        | 0     | 0        | 0     | 0        | 0.00     | 0.00    |
| 通算：2年 | 通算：2年 | 3     | 0     | 0     | 0     | 0     | 1        | .000  | 5.0      | 6        | 0           | 2        | 0        | 0        | 0     | 0        | 2     | 2        | 3.60     | 1.60    |

### 年度別監督戦績
※順位は年度最終順位
| 年       | チ ｜ ム | リ ｜ グ | 試 合 | 勝 利 | 敗 戦 | 勝 率 | 順 位 | 備 考    |
| -------- | -------- | -------- | ----- | ----- | ----- | ----- | ----- | -------- |
| 1921年   | DET      | AL       | 154   | 71    | 82    | .464  | 6     | 選手兼任 |
| 1922年   | DET      | AL       | 155   | 79    | 75    | .513  | 3     | 選手兼任 |
| 1923年   | DET      | AL       | 155   | 83    | 71    | .539  | 2     | 選手兼任 |
| 1924年   | DET      | AL       | 156   | 86    | 68    | .558  | 3     | 選手兼任 |
| 1925年   | DET      | AL       | 156   | 81    | 73    | .526  | 4     | 選手兼任 |
| 1926年   | DET      | AL       | 157   | 79    | 75    | .513  | 6     | 選手兼任 |
| 通算成績 | 通算成績 | 通算成績 | 933   | 479   | 444   | .519  | 4.0   |          |

### タイトル
- 首位打者：12回（1907年、1908年、1909年、1910年、1911年、1912年、1913年、1914年、1915年、1917年、1918年、1919年）
- 本塁打王：1回（1909年）全てランニング本塁打
- 打点王：4回（1907年、1908年、1909年、1911年）
- 盗塁王：6回（1907年、1909年、1911年、1915年、1916年、1917年）

### 表彰
- シーズンMVP：1回（1911年）
- DHLホームタウン・ヒーローズ選出 2006年
- 三冠王：1回（1909年）（史上5人目）

### 記録
- 9年連続首位打者（1907年〜1915年）
- デビューから24年連続本塁打（1905〜1928）
- 12年連続30盗塁（1907〜1918）
- 5年連続50盗塁（1909〜1913）
- デビューから24年連続盗塁（1905〜1928）
- シーズン打率4割以上：3回（1911年（.420）、1912年（.409）、1922年（.401））
- 11年連続打率3割6分以上（1909〜1919）
- シーズン打率3割以上：23回（1906〜1928）
- 23年連続打率3割以上（1906〜1928）
- 40試合連続安打（1911年）、35試合連続安打（1917年）
- 最多安打：8回
- 200安打：9回
- 最高出塁率：7回
- 19年連続出塁率4割以上（1909〜1927）
- 最多得点：5回
- 最多二塁打：3回
- 最多三塁打：4回
- 最多塁打：6回
- 最高長打率：8回
- 最高OPS：10回
- 二塁打20-三塁打20-盗塁20：4回
- 二塁打10-三塁打10-本塁打10-盗塁10：2回
- サイクル・スチール：4回
- ランニング本塁打：46回（アメリカンリーグ記録）
- 打撃全タイトル制覇（1909年）（史上唯一）
- 打撃六冠王（1909年）（MLB史上唯一）
- ホームスチール：55回（世界記録）
- 通算打率：.366（世界記録）

#### タイガース球団記録
- 通算記録（打率1位、出塁率1位、OPS3位、試合数2位、打席1位、打数1位、得点1位、安打1位、塁打数1位、二塁打1位、三塁打1位、打点1位、盗塁1位、単打1位）
- シーズン記録（打率1位・2位、出塁率2位、得点1位・2位、安打1位、三塁打3位、盗塁1位・2位、単打1位・3位）